# Chiến tranh cục bộ (Chiến tranh Việt Nam)
Chiến tranh cục bộ là một chiến lược quân sự của Hoa Kỳ trong Chiến tranh Việt Nam (giai đoạn 1965-1968). Nội dung cơ bản của chiến lược này là tận dụng ưu thế hỏa lực, công nghệ và quân số của lực lượng viễn chinh Mỹ để đè bẹp Quân Giải phóng miền Nam, đồng thời điều động lực lượng không quân đánh phá miền Bắc, thiết lập ảnh hưởng lâu dài của Mỹ lên miền Nam Việt Nam thông qua chế độ Việt Nam Cộng hòa. Đây được đánh giá là giai đoạn khốc liệt nhất của cuộc chiến.
Tên gọi Chiến tranh cục bộ xuất phát từ quan điểm đây là một dạng chiến tranh hạn chế trong chiến lược toàn cầu "phản ứng linh hoạt". Quy mô của chiến tranh được đẩy lên rất cao với lượng bom đạn được Hoa Kỳ sử dụng còn nhiều hơn Thế chiến thứ hai, nhưng phạm vi chiến tranh được giới hạn ở mục tiêu "chống nổi dậy".

## Hoàn cảnh
Theo Kế hoạch Staley-Taylor, Tổng thống Mỹ Kennedy đặt mục tiêu tăng cường quân lực của chế độ Việt Nam Cộng Hòa đến cuối năm 1962, nhằm giành lại thế chủ động, đồng thời tận diệt các lực lượng chính trị và vũ trang quân Giải phóng miền Nam Việt Nam do đối thủ của Hoa Kỳ là Việt Nam Dân Chủ Cộng Hòa xây dựng. Cụ thể, nông dân miền nam bị tập trung, vào các "Ấp chiến lược", bị kiểm soát chặt chẽ nhằm cắt đứt hậu phương của quân Giải phóng. Trong vòng 18 tháng, an ninh tại miền Nam Việt Nam sẽ được củng cố đứng theo mục tiêu được xác định trong bản kế hoạch nêu trên.
Thế nhưng, sau 18 tháng tiêu tốn không ít tiền bạc và công sức, quân đội Hoa Kỳ vẫn không đạt được bất kỳ mục tiêu cơ bản nào theo kế hoạch. Trên thực tế, chiến tranh đặc biệt của Hoa Kỳ không ngăn nổi làn sóng cách mạng ở miền nam Việt Nam. Cuộc Đồng khởi của nông dân địa phương phát triển từ chiến tranh du kích thành chiến tranh toàn diện. Quân Giải phóng miền Nam liên tiếp thành lập các đơn vị cấp trung đoàn, tiến công mạnh mẽ trên cả hai mặt chính trị và quân sự với phạm vi ngày càng lan rộng trên cả ba vùng chiến lược.
Ở các thành phố lớn, người dân thuộc mọi giai cấp đấu tranh quyết liệt với nhiều hình thức đa dạng. Ngày 28/1/1964, 20 vạn người dân Sài Gòn bao vây dinh Tổng thống đòi Nguyễn Khánh từ chức nhằm buộc Hoa Kỳ rút khỏi miền nam Việt Nam. Ngày 21/9/1964, hơn 10 vạn công nhân Sài Gòn tổ chức bãi công, biểu tình tuần hành phản đối chế độ hiện tại. Ở Đà Nẵng, từ ngày 21/8/1964, ba vạn tiểu thương và công nhân bãi chợ, bãi khóa, tuần hành phản đối Nguyễn Khánh; một số người còn chiếm được toà thị chính trong ngày 25/8, làm rối loạn thành phố này trong 9 ngày tiếp đó. Ở cố đô Huế, giới học sinh, sinh viên, cũng rầm rộ xuống đường biểu tình khoảng thời gian này.
Trong khi đó, chính phủ Sài Gòn dần suy yếu. Quân lực Việt Nam Cộng hòa bị thiệt hại nặng nề sau những thất bại liên tiếp ở trận Ấp Bắc và trận Bình Giã.Người Mỹ thậm chí nhận định rằng chế độ Việt Nam Cộng hòa có thể sụp đổ. Một tài liệu mật của Bộ Quốc phòng Mỹ đã ghi nhận "Nỗi thất vọng của Washington đối với tình hình chiến sự ngày càng xấu dần kể từ khi quân đội Sài Gòn thất bại toàn diện trong trận Bình Giã ở đông nam Sài Gòn".
Hậu phương chế độ Việt Nam Cộng Hòa bị xáo động, lung lay vì những mâu thuẫn nội bộ sâu sắc. Kể từ lúc cựu tổng thống Ngô Đình Diệm và cố vấn Ngô Đình Nhu bị sát hại vào đầu tháng 11/1963 đến tháng 6/1965, đã diễn ra 14 lần đảo chính và chỉnh lý giữa các tướng lĩnh quân lực Việt Nam Cộng Hòa. Tinh thần quân đội Sài Gòn ngày càng rệu rã. Theo hãng tin Mỹ UPI, trong giai đoạn 1963-1964 đã có tới 160.000 lính đào ngũ; và trong 6 tháng đầu năm 1965, đã có thêm 87.000 người bỏ trốn khỏi đơn vị chủ quản.
Cuộc "chiến tranh đặc biệt" của Mỹ ở miền Nam Việt Nam thất bại. Lúc này, trong nội bộ chính quyền Hoa Kỳ rộ lên những lời cảnh báo mới về sự thất bại của họ trong cuộc chiến tranh Việt Nam. John A. Mc Cone – Giám đốc Cục Tình báo Trung ương Mỹ cho rằng: "Chúng ta (Mỹ) sẽ bị sa lầy trong cuộc chiến đấu ở rừng rậm, nơi mà ta (Mỹ) không thể giành thắng lợi và cũng rất khó lòng rút ra được". Các quan chức trong chính quyền Hoa Kỳ đều đánh giá tình hình ở miền nam Việt Nam đang xấu đi. Chính phủ Sài Gòn rơi vào tình trạng hỗn loạn, còn phần lãnh thổ dưới quyền kiểm soát của họ ngày càng bị thu hẹp. Hoa Kỳ cho rằng nếu Mặt trận Dân tộc giải phóng miền Nam Việt Nam lật đổ chế độ Việt Nam Cộng hòa, thì "không chỉ phá hoại khối SEATO mà còn sẽ hủy hoại lòng tin vào những cam kết của Hoa Kỳ ở những nơi khác"
Đến năm 1965, nguy cơ thất bại của chiến lược "chiến tranh đặc biệt" đặt Hoa Kỳ trước một tình thế khó khăn cả bên trong và bên ngoài đất nước. Chính phủ Hoa Kỳ bắt đầu đề ra một chiến lược mới. Trong hồi ký của mình, Lyndon Johnson coi hành động này là một quyết định "quyết liệt" nhưng "day dứt nhất và đau đớn nhất" trong cuộc đời tổng thống của ông.
Johnson khi đó đã chỉ đạo một nhóm nghiên cứu liên Bộ Quốc phòng-Ngoại giao do thứ trưởng ngoại giao đương nhiệm Wiliam Bundy điều khiển nhằm thảo luận và lựa chọn chính sách phù hợp nhất dành cho người Mỹ ở Việt Nam. Có ba phương án được nêu ra:
- Phương án A: tiến hành oanh tạc trả đũa Cộng hòa Dân Chủ Việt Nam, tăng cường các cuộc tiến công ở ven biển theo kế hoạch 34A, tiếp tục cho khu trục hạm tuần tra Vịnh Bắc Bộ, đẩy mạnh oanh tạc các mục tiêu thâm nhập tại Lào bằng máy bay T-28 và cố gắng thi hành cải cách ở miền nam Việt Nam.
- Phương án B: ném bom miền bắc Việt Nam với nhịp độ nhanh chóng và dữ dội, kể cả việc oanh tạc sân bay Phúc Yên gần Hà Nội và các cầu quan trọng dọc theo đường ô tô và đường sắt kết nối với Trung Quốc cho đến khi những yêu sách của Mỹ được đáp ứng đầy đủ.
- Phương án C: "bóp nghẹt dần dần", đánh các mục tiêu thâm nhập trước hết ở Lào, miền bắc Việt Nam, rồi đến các mục tiêu khác tại khu vực này. Phương thức này gồm cả khả năng triển khai quân bộ ở phía bắc của miền nam Việt Nam, như một con bài để mặc cả.
Tổng thống Johnson và các quan chức chủ chốt Nhà Trắng, Lầu Năm góc, CIA đã tranh cãi gay gắt về các giải pháp của Maxwell D. Taylor và một số người khác đưa ra. Cuối cùng, họ thống nhất lựa chọn phương án C, quyết phải giữ vững chính quyền Sài Gòn để "chứng minh cho nhân dân Mỹ, cho cả đồng minh và kẻ thù của họ chứng kiến hình ảnh của một nước Mỹ siêu cường". Mục tiêu của Mỹ là phải đảo ngược sự xuống dốc của Việt Nam Cộng hòa bằng cách sử dụng quân đội Hoa Kỳ tại chiến trường miền Nam, đồng thời tăng cường ném bom oanh tạc miền Bắc Việt Nam.
Báo Quân đội Nhân dân nhận định "Đầu năm 1965, tình hình cách mạng miền Nam đã có những tiến bộ vượt bậc. Cuộc "chiến tranh đặc biệt" của Mỹ-ngụy ngày càng bị khủng hoảng và thất bại nghiêm trọng. Đế quốc Mỹ đã tìm mọi cách cố tạo ra một "sức mạnh" để cứu vãn sự sụp đổ của Việt Nam Cộng hòa. Chúng ồ ạt đưa quân viễn chinh và quân chư hầu vào miền Nam Việt Nam, đồng thời mở rộng hoạt động ném bom đánh phá miền Bắc.".

## Nội dung
Người Mỹ cho rằng dù chương trình bình định đã phá sản, nhưng quân lực Việt Nam Cộng hòa vẫn kiểm soát phần lớn các khu vực đông dân cư, thành phố, thị trấn, và các tuyến giao thông chiến lược. Các nước Nhật Bản, Thái Lan, hay Hàn Quốc ủng hộ chính sách can thiệp của Mỹ. Nhưng phản ứng của khối xã hội chủ nghĩa lúc bấy giờ được Mỹ đánh giá là có "mức độ", chưa đáng lo ngại đối với chiến lược ở Việt Nam.
Lý thuyết về "chiến tranh cục bộ" của Hoa Kỳ xác định rằng một khi các "hoạt động lật đổ" ở Việt Nam lên đến đỉnh điểm và "lực lượng lật đổ" tổ chức được những đơn vị chủ lực mạnh thì phải dùng đến sức mạnh quân sự của Hoa Kỳ, trực tiếp tham chiến ở mức độ hạn chế. Họ cho rằng điều này có thể tiêu diệt được quân chủ lực còn non trẻ của đối phương trong thời gian ngắn nhất. Khi tiến hành chiến tranh cục bộ, người Mỹ hy vọng có cớ để huy động quân viễn chinh trong tình huống nguy cấp, từng bước phản công giành lại quyền chủ động trên chiến trường. Như vậy, khi đưa quân viễn chinh tham chiến trên quy mô lớn, tính toán của Mỹ không chỉ giới hạn ở việc gỡ thế thua, cứu nguy sự sụp đổ của chế độ Sài Gòn mà còn giành thắng lợi quyết định, nhanh chóng đảo ngược thế cờ.
Để thực hiện hóa mục tiêu trên, chính quyền Mỹ đề ra 3 giai đoạn được tiến hành trong vòng 2,5 năm:
- Giai đoạn 1: "chặn chiều hướng thua", triển khai nhanh lực lượng quân viễn chinh Mỹ.
- Giai đoạn 2: phản công chiến lược diệt chủ lực quân Giải phóng và kiểm soát khu vực nông thôn.
- Giai đoạn 3: tiêu diệt hoàn toàn khối chủ lực quân Giải phóng, phá căn cứ, tiếp tục bình định miền nam, rồi rút quân viễn chinh về nước vào cuối năm 1967.
Kế hoạch nói trên thể hiện rõ tham vọng của Washington nhằm tập trung lực lượng tiêu diệt chủ lực đối phương, bình định nông thôn, phá hoại cơ sở chính trị; đồng thời leo thang ném bom miền bắc Việt Nam, nhằm ngăn chặn mọi nguồn chi viện cho miền nam. Từ đó "chặn chiều hướng thua", dồn đối phương vào thế phòng ngự bị động, xoay chuyển cục diện chiến tranh, giành thắng lợi trong thời gian ngắn bằng lực lượng Mỹ.
Với mục tiêu, kế hoạch, biện pháp trên, chiến lược "chiến tranh cục bộ" có một số đặc điểm khác với chiến lược "chiến tranh đặc biệt". Quân viễn chinh Mỹ trực tiếp tác chiến chống Quân Giải phóng. Quân viễn chinh Mỹ được huy động với quy mô lớn trong thời gian ngắn, kèm theo là một lượng lớn khí tài, vật tư, và bom đạn. Quân viễn chinh Mỹ tuy là lực lượng nòng cốt nhưng quân lực Việt Nam Cộng hòa vẫn là một lực lượng hỗ trợ quan trọng. Quân Mỹ là lực lượng cơ động chủ yếu để "tìm diệt" chủ lực Quân Giải phóng còn quân Việt Nam Cộng hòa là lực lượng trấn giữ để "bình định" lãnh thổ.

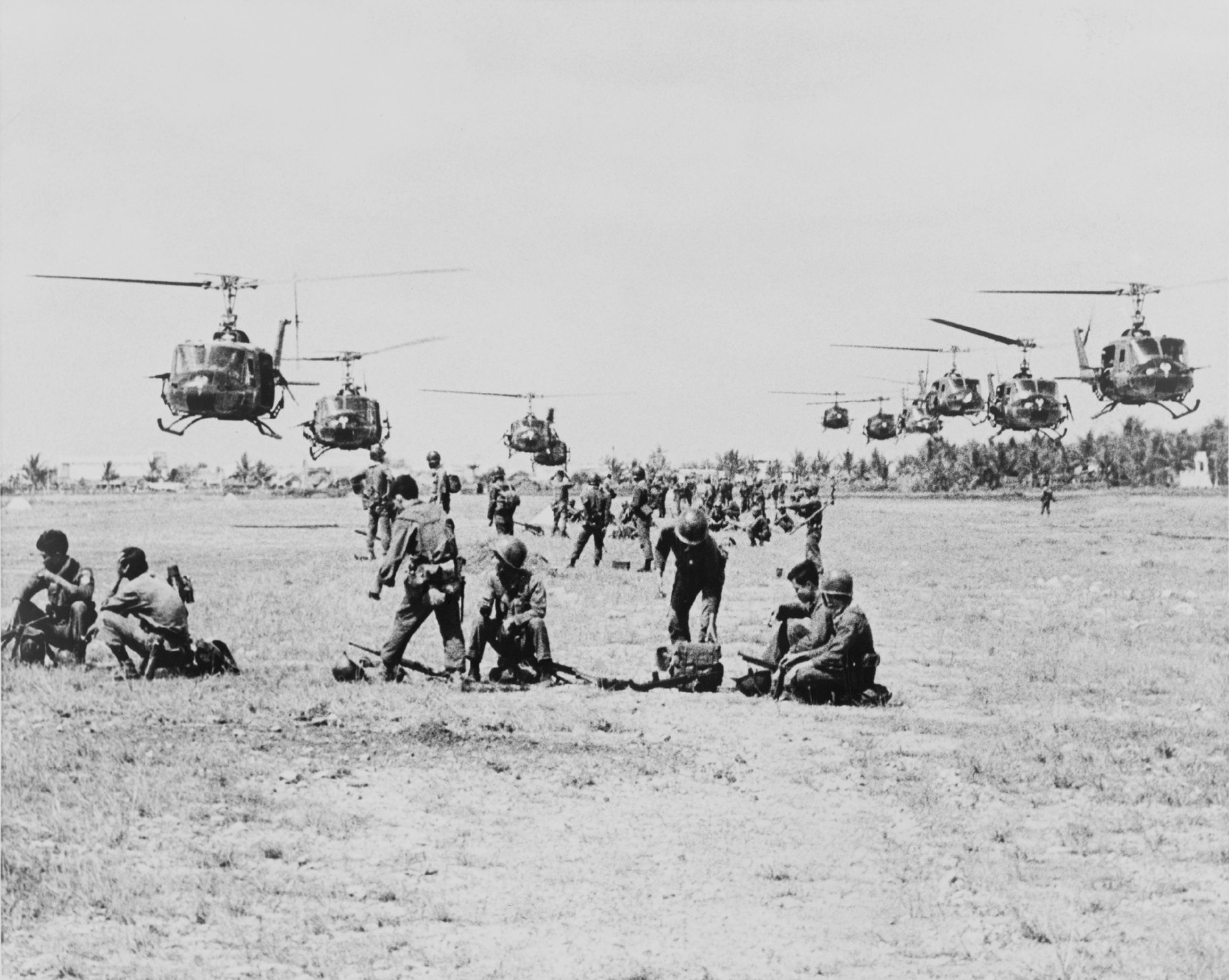
Chiến thuật Trực thăng vận lần đầu tiên được Mỹ sử dụng trong chiến tranh

Quân viễn chinh Mỹ và quân lực Việt Nam Cộng hòa đều có vai trò chiến lược nhằm áp đảo quân số. Cố vấn quân sự Mỹ tính toán mỗi tỉnh miền nam Việt Nam có 10.000-20.000 quân Việt Nam Cộng hòa đóng tại các xã ấp, tiêu diệt cơ sở chính trị, đẩy chủ lực quân Giải phóng lên các vùng hẻo lánh; cùng với sức mạnh không quân hiện đại của Mỹ và số lượng bom đạn khổng lồ, hai miền nam-bắc bị tàn phá, bị chia cắt, chủ lực quân Giải phóng sẽ bị đẩy vào thế khốn quẫn. Từ đó những đơn vị tinh nhuệ Mỹ sẽ giáng đòn quyết định "bẻ gãy xương sống" và đánh tan quân Giải phóng; nếu còn, họ cũng sẽ bị phân tán mà hoạt động riêng lẻ, khó thay đổi cục diện chiến tranh và đặc biệt là dễ bị lần lượt tiêu diệt khi cần thiết.
Vì hạn chế lực lượng quân Mỹ, cho nên Hoa Kỳ chú trọng củng cố quân lực Việt Nam Cộng hòa. Mỹ cho rằng nếu quân lực Việt Nam Cộng hòa được trang bị hiện đại, sẽ tạo ưu thế về binh lực, hoả lực, và sức cơ động để áp đảo đối phương; giúp người Mỹ chiến thắng trong thời gian ngắn.
Nói chung, chiến tranh cục bộ với nỗ lực quân sự cao nhất mà Mỹ cần phải chủ động vẫn là một loại "chiến tranh hạn chế" trong chiến lược toàn cầu "phản ứng linh hoạt". Quy mô của chiến tranh tuy lớn, nhưng vẫn mang tính chất "chống nổi dậy" nhằm thực hiện mục tiêu chính trị của Mỹ ở miền nam Việt Nam. Nội dung của cuộc chiến tranh bao gồm ba bộ phận: tiêu diệt bộ đội chủ lực quân Giải phóng, "bình định nông thôn", nhằm phá hết cơ sở hạ tầng của cách mạng và phá hoại miền bắc chủ yếu bằng không quân nhằm đánh vào cái gọi là "nguồn gốc của sự nổi dậy". Đồng thời, tiến hành thương lượng hoà bình để buộc Việt Nam Dân chủ Cộng hòa chấp nhận những điều kiện mà Mỹ đưa ra.
Dựa vào ưu thế quân sự, với số quân đông, vũ khí hiện đại, hỏa lực mạnh, Mĩ vừa mới đưa quân vào miền Nam đã cho quân mở ngay cuộc hành quân "tìm diệt" vào căn cứ quân giải phóng ở Vạn Tường (Quảng Ngãi). Tiếp đó, Mĩ mở liền hai cuộc phản công chiến lược mùa khô: đông - xuân 1965-1966 và 1966-1967 bằng hàng loạt cuộc hành quân "tìm diệt" và "bình định"
| Quân chủ lực | Quân Đồng minh của Mỹ                           | Quân bản địa                  |
| ------------ | ----------------------------------------------- | ----------------------------- |
| Quân đội Mỹ  | Hàn Quốc, Úc, New Zealand, Thái Lan, Philipines | Quân lực VNCH, quân chiêu hồi |

## Diễn biến
Ngày 8/3/1965, Mỹ chính thức đổ quân viễn chinh lên Đà Nẵng. Phía Mỹ đã không thông báo cho Việt Nam Cộng hòa về thời gian và địa điểm đổ quân, mặc dù bản tin của Bộ Quốc phòng Mỹ 2 ngày trước tuyên bố rằng Mỹ đổ quân vào miền Nam Việt Nam là theo yêu cầu của chính phủ Sài Gòn. Sáng 8/3, một sĩ quan Mỹ đến gặp Thủ tướng Việt Nam Cộng hòa là Phan Huy Quát, yêu cầu soạn thảo một thông cáo chung bằng hai thứ tiếng Anh-Việt để thông báo rộng rãi, lúc đó ông Quát mới biết quân Mỹ đã đổ bộ vào Việt Nam. Theo báo Đà Nẵng điều này cho thấy Mỹ rất coi thường và không tin tưởng chế độ Việt Nam Cộng hòa. Khi biết tin thì quân Mỹ đã đổ bộ rồi, Thủ tướng Việt Nam Cộng hòa phải hợp thức hóa việc này bằng cách gọi Tổng trưởng Phủ Thủ tướng là Bùi Diễm cùng với một viên chức Mỹ là Melvin Manfull soạn ngay thông cáo chào mừng quân Mỹ, với chỉ đạo: "Viết càng ngắn càng tốt. Chỉ mô tả sự kiện rồi khẳng định rằng chúng ta đã đồng ý mà thôi". Trong những tháng sau đó, Mỹ đổ bộ hàng chục vạn quân, lính Mỹ hiện diện ở khắp miền Nam.
Thực hiện những quyết định trong Bị vong lục 328 – NSAM, ngày 10-4-1965, tiểu đoàn lính thủy đánh bộ Mỹ 2/3 (Tiểu đoàn 2, Trung đoàn lính thủy đánh bộ số 3) đổ bộ vào Đà Nẵng, hai đại đội của tiểu đoàn này được máy bay lên thẳng chuyển đến Phú Bài. Ngày 14-4, các tốp máy bay đầu tiên của phi đội máy bay hải quân 551 hạ cánh xuống Đà Nẵng và tiểu đoàn lính thủy đánh bộ 3/4 (Tiểu đoàn 3, Trung đoàn lính thủy đánh bộ số 4), tới Phú Bài để thay thế cho các đại đội của tiểu đoàn 2/3. Từ ngày 3 đến ngày 5-5, Lữ đoàn 9 được tăng thêm ba tiểu đoàn đổ bộ lên Chu Lai.
Ngày 1-5-1965, tướng Westmoreland trình lên Nhà Trắng kế hoạch chiến lược ba giai đoạn gọi là Chương trình hợp tác gồm ba nội dung tảo thanh, bảo đảm an ninh, Tìm và diệt.
- Giai đoạn 1: Từ tháng 7-1965 đến tháng 12-1965 đưa nhanh quân Mỹ và đồng minh vào miền Nam để ngăn chặn chiều hướng sụp đổ của chế độ Sài Gòn, bảo đảm an toàn cho những khu vực đông dân cư, gấp rút triển khai lực lượng chuẩn bị cho cuộc phản công giành lại quyền chủ động chiến trường.
- Giai đoạn 2: Từ đầu năm 1966 đến tháng 6-1966, quân Mỹ và lực lượng "đồng minh" mở các cuộc hành quân tìm diệt ở những khu vực ưu tiên đã được xác định, tiêu diệt lực lượng chủ lực Quân giải phóng, phá các căn cứ du kích, hỗ trợ cho chương trình bình định.
- Giai đoạn 3: Từ tháng 7-1966 đến giữa hoặc cuối 1967, toàn bộ lực lượng phe Mỹ mở các cuộc hành quân tiến công tiêu diệt các lực lượng còn lại của Quân giải phóng và các khu căn cứ du kích, hoàn thành về cơ bản chương trình bình định.

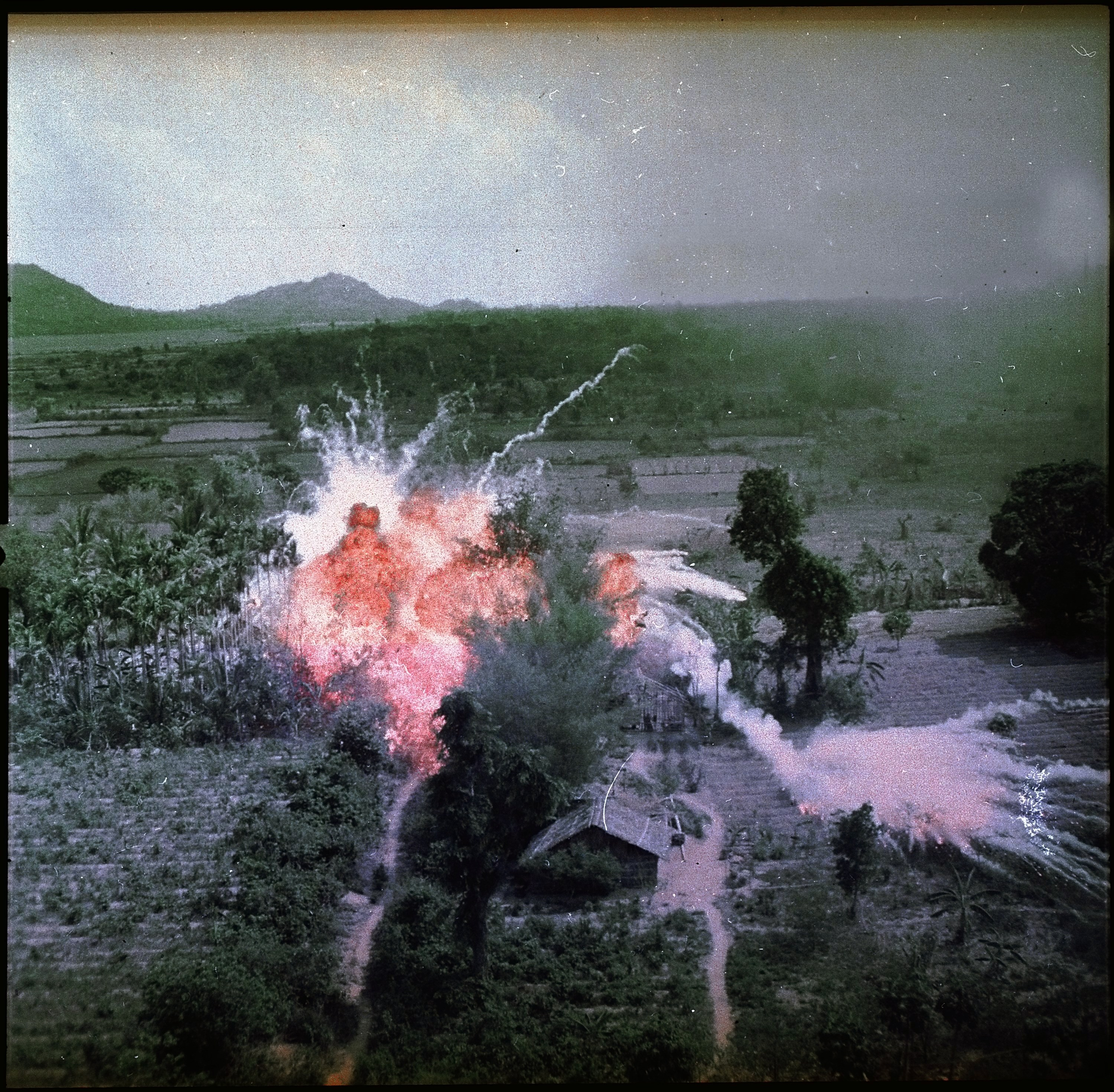
Bom napalm được Mỹ ném xuống một ngôi làng

Quyết giành thắng lợi bằng quân sự, Mỹ đã đẩy nhanh việc đưa ồ ạt quân Mỹ, quân các nước đồng minh vào miền Nam. Từ tháng 7 đến cuối năm 1965, các Sư đoàn bộ binh 1 (Anh cả Đỏ), Sư đoàn kỵ binh không vận 1 (Kỵ binh Bay), Lữ đoàn 1 thuộc Sư đoàn Kị binh không vận 101 (Tiếng thét đại bàng), Lữ đoàn 3 thuộc Sư đoàn bộ binh 25 (Tia chớp nhiệt đới), Trung đoàn kỵ binh thiết giáp 11... cùng hàng vạn tấn phương tiện chiến tranh hiện đại ùn ùn đổ vào miền Nam Việt Nam. Hạm đội 7 - hạm đội hùng hậu nhất của Hải quân Mỹ được mệnh danh "chúa tể đại dương" trước kia hướng hoạt động ở Đông Bắc Á, nay tập trung hướng hoạt động vào vùng biển Đông Nam Á mà trọng điểm là Việt Nam, cùng hàng vạn lính Mỹ đóng ở Thái Lan, Philíppin, đảo Okinawa, đảo Guam... đều được sử dụng trong cuộc chiến tranh Việt Nam.
Lực lượng đồng minh của Mỹ có quân số 20.500 gồm Sư đoàn bộ binh Mãnh hổ, Lữ đoàn lính thủy đánh bộ Rồng xanh Hàn Quốc, Tiểu đoàn 1, Trung đoàn Hoàng gia Australia, Trung đoàn Thái Lan, Đại đội pháo binh New Zealand. Tây Ban Nha, Đài Loan cũng đưa sang Nam Việt Nam 43 cố vấn quân sự và chuyên gia giúp Mỹ. Quân lực Việt Nam Cộng hòa có 520.000 quân, biên chế thành 10 sư đoàn và 5 trung đoàn.
Với lực lượng đông, tinh nhuệ và hiện đại, tướng Earle Wheeler - Chủ tịch Hội đồng Tham mưu trưởng liên quân bảo đảm với Tổng thống và Bộ trưởng Quốc phòng Robert McNamara "không có lý do gì chúng ta (Mỹ) lại không thể thắng nếu đó là quyết tâm của chúng ta". Những nhân vật "diều hâu" trong giới cầm quyền Mỹ tin tưởng tuyệt đối rằng "cùng lắm trong vòng 18 tháng (cuối 1966), Mỹ sẽ chiến thắng, lúc đó Việt cộng và Hà Nội sẽ phải chịu thua, chấm dứt kháng chiến. Và, trên bình diện thế giới, chúng ta (Mỹ) sẽ chứng minh được cho các dân tộc thấy rằng chiến tranh cách mạng không đem lại kết quả gì, cuộc khởi nghĩa nào cũng có thể bị tiêu diệt"

### Đối sách của Việt Nam Dân chủ Cộng hòa

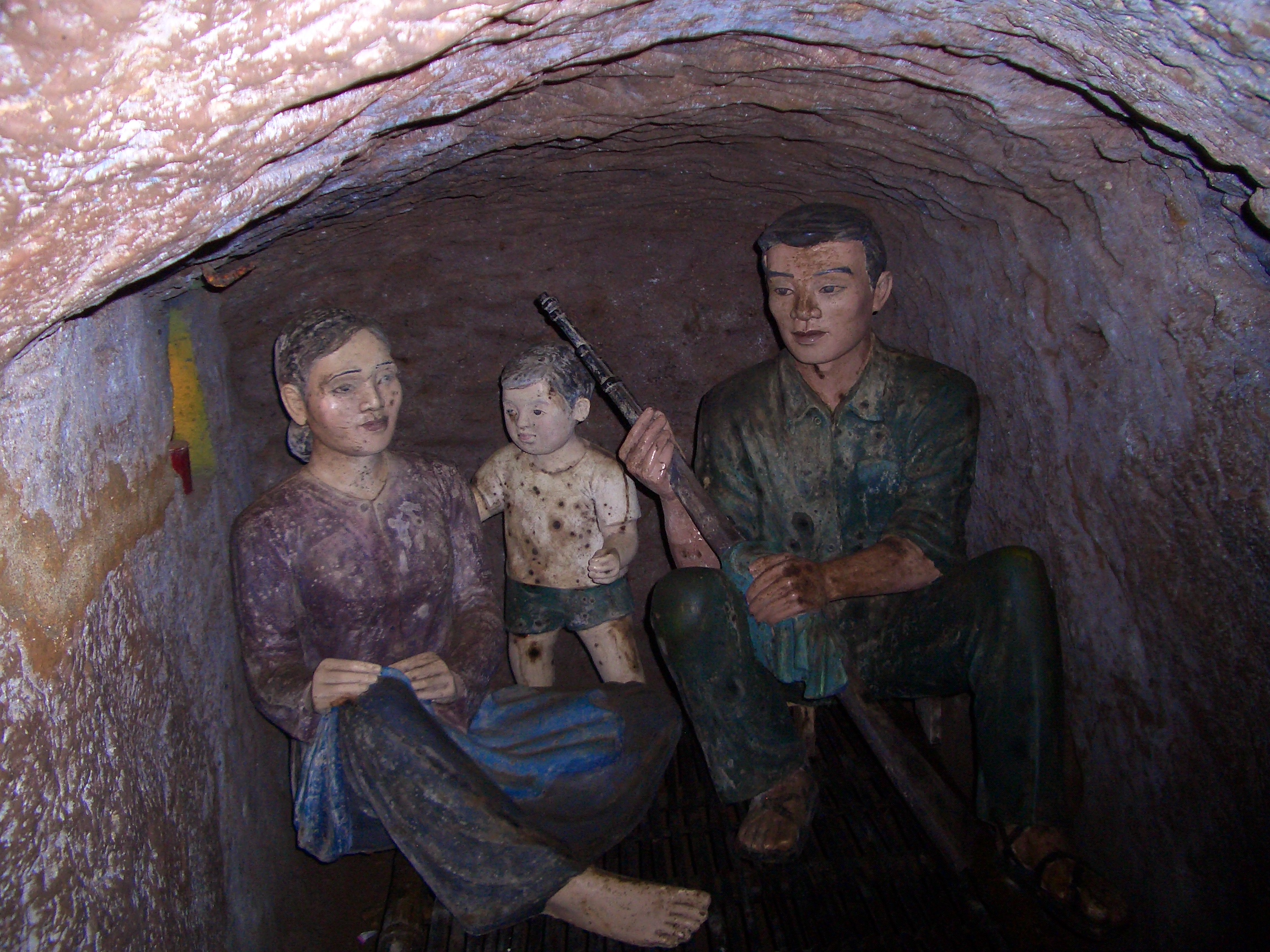
Một gia đình sống và chiến đấu trong Địa đạo Vịnh Mốc

Đảng Lao động Việt Nam và Chủ tịch Hồ Chí Minh chỉ ra rằng nước Mỹ giàu, quân Mỹ mạnh, trang bị hiện đại, nhưng Mỹ vào miền Nam "trong hoàn cảnh quân đội Sài Gòn đã thua trận, chính quyền tay sai rệu rã, chiến tranh đặc biệt đã thất bại, chúng mất thế chủ động chiến lược, trong khi đó lực lượng cách mạng đang nắm quyền chủ động chiến trường, xây dựng được thế trận chiến tranh nhân dân vững chắc, liên hoàn ở cả ba vùng chiến lược."
Việt Nam Dân chủ Cộng hòa củng cố đường Trường Sơn và đã chuyển được một lượng khổng lồ khí tài chiến tranh, nhân lực vào chiến trường. Lực lượng vũ trang ba thứ quân cũng phát triển cân đối và lớn mạnh vượt bậc so với những năm đầu chiến tranh. Năm 1964, lực lượng vũ trang Quân Giải phóng miền Nam (chỉ tính riêng bộ đội chủ lực) có 11 trung đoàn và 15 tiểu đoàn; đến cuối năm 1965 đã phát triển lên 5 sư đoàn và 11 trung đoàn bộ binh, nhiều tiểu đoàn, trung đoàn binh chủng kỹ thuật. Lực lượng đặc công, biệt động là binh chủng đặc biệt tinh nhuệ, từ những đội, những tổ hoạt động nhỏ lẻ trên các chiến trường, tiếp tục phát triển thành nhiều trung đoàn, tiểu đoàn, đội đặc công, trong đó có sư đoàn đặc công 100 gồm chín đội đặc công Nam Bộ hợp thành... Ở khu 5, Tây Nguyên, Trị - Thiên, các tiểu đoàn đặc công 406, 407, 408, 409, 487... là những đơn vị nhiều kinh nghiệm đánh hậu cứ địch. Tất cả các lực lượng chính quy đều trang bị súng AK-47, loại súng trường cá nhân mang tính chiến lược.

Theo Quân đội Nhân dân Việt Nam thì chiến tranh càng mở rộng và kéo dài, thì mâu thuẫn càng bộc lộ và bị khoét sâu mà Nhà Trắng, Lầu Năm góc Mỹ không thể nào khắc phục được. Đó là:
- Mâu thuẫn giữa mục đích muốn giấu mặt trá hình để áp đặt chủ nghĩa thực dân kiểu mới nhưng buộc phải tiến hành chiến tranh bằng quân viễn chinh Mỹ, nên nhanh chóng bị lộ mặt.
- Mâu thuẫn giữa tiến hành chiến tranh xâm lược nhưng phải xây dựng cho được chính quyền, quân đội tay sai bản xứ làm chỗ dựa và là công cụ của Mỹ nhằm áp đặt cho được chủ nghĩa thực dân kiểu mới.
- Mâu thuẫn khi buộc phải tiến hành chiến tranh để giữ vững và củng cố chính quyền, quân đội tay sai với thực tế càng tiến hành chiến tranh thì chính quyền, quân đội đó càng lục đục, suy yếu, lệ thuộc Mỹ, đồng thời kéo theo sự suy yếu của chính bản thân Mỹ.
- Mâu thuẫn giữa sức mạnh quân sự vốn có, nhưng do phi nghĩa và đặc điểm của thời đại chi phối, lại phải tiến hành chiến tranh xâm lược thực dân kiểu mới, nên Mỹ không thể sử dụng hết sức mạnh quân sự của bản thân trong cuộc chiến tranh cách xa nước Mỹ.
vì vậy, phương châm đấu tranh được đề ra là: đẩy mạnh đấu tranh quân sự kết hợp với đấu tranh chính trị, triệt để vận dụng ba mũi giáp công Quân sự-Chính trị-Ngoại giao.
Ngày 20-7-1965, Chủ tịch Hồ Chí Minh ra Lời kêu gọi: "Đứng trước nguy cơ giặc Mỹ cướp nước, đồng bào miền Bắc và đồng bào miền Nam đoàn kết một lòng, kiên quyết chiến đấu; dù phải chiến đấu 5 năm, 10 năm, 20 năm hoặc lâu hơn nữa, chúng ta cũng kiên quyết chiến đấu đến thắng lợi hoàn toàn". Nói chuyện với cán bộ cao cấp nghiên cứu Nghị quyết Trung ương lần thứ 12, Chủ tịch Hồ Chí Minh nói: "Bây giờ Mỹ có 20 vạn quân ở miền Nam, nó có thể đưa thêm vào hơn nữa đến 30, 40, 50 vạn quân. Ta vẫn thắng, nhất định ta thắng. Ta nói như thế không phải để tuyên truyền, mà căn bản là như thế..."
Trong Đại hội Anh hùng, chiến sĩ thi đua các lực lượng vũ trang giải phóng miền Nam lần thứ nhất họp tài Lò Gò, phía tây bắc tỉnh Tây Ninh từ ngày 2 đến ngày 6-5-1965, Uỷ ban Trung ương Mặt trận dân tộc giải phóng miền Nam Việt Nam phát động phong trào thi đua Quyết chiến, quyết thắng giặc Mỹ và Đại tướng Nguyễn Chí Thanh, Uỷ viên Bộ Chính trị, Phó Bí thư Quân uỷ Trung ương nêu quyết tâm Cứ đánh Mỹ sẽ tìm ra cách đánh thắng Mỹ.

### Năm mở màn 1965
Phát hiện được đơn vị chủ lực (có trang bị hạng nặng) Quân Giải phóng ở cách Chu Lai 17 km về phía đông nam. Tướng Westmoreland ra lệnh cho lính thủy đánh bộ mở cuộc hành quân mang tên Starlite đánh vào Vạn Tường, nhằm tiêu diệt Trung đoàn 1 Quân giải phóng, gây uy thế cho quân Mỹ. Đêm 17 tháng 8 năm 1965, năm tàu chiến và sáu tàu đổ bộ Mỹ đậu ngoài biển đối diện với ấp An Cường, bắn dồn dập hàng ngàn quả đạn đại bác vào bờ. Mờ sáng 18 tháng 8 năm 1965, Mĩ huy động 9.000 quân, 105 xe tăng và xe bọc thép, 100 máy bay lên thẳng và 70 máy bay phản lực chiến đấu, 6 tàu chiến, mở cuộc hành quân vào thôn Vạn Tường. Sau một ngày đêm chiến đấu, trung đoàn chủ lực của Quân giải phóng cùng quân du kích và nhân dân địa phương đã đẩy lùi được cuộc hành quân của Mĩ, bắn cháy 22 xe tăng và xe bọc thép, hạ 13 máy bay. Đêm 18 rạng 19 lực lượng chính quy của quân Giải phóng bí mật rút khỏi Vạn Tường.

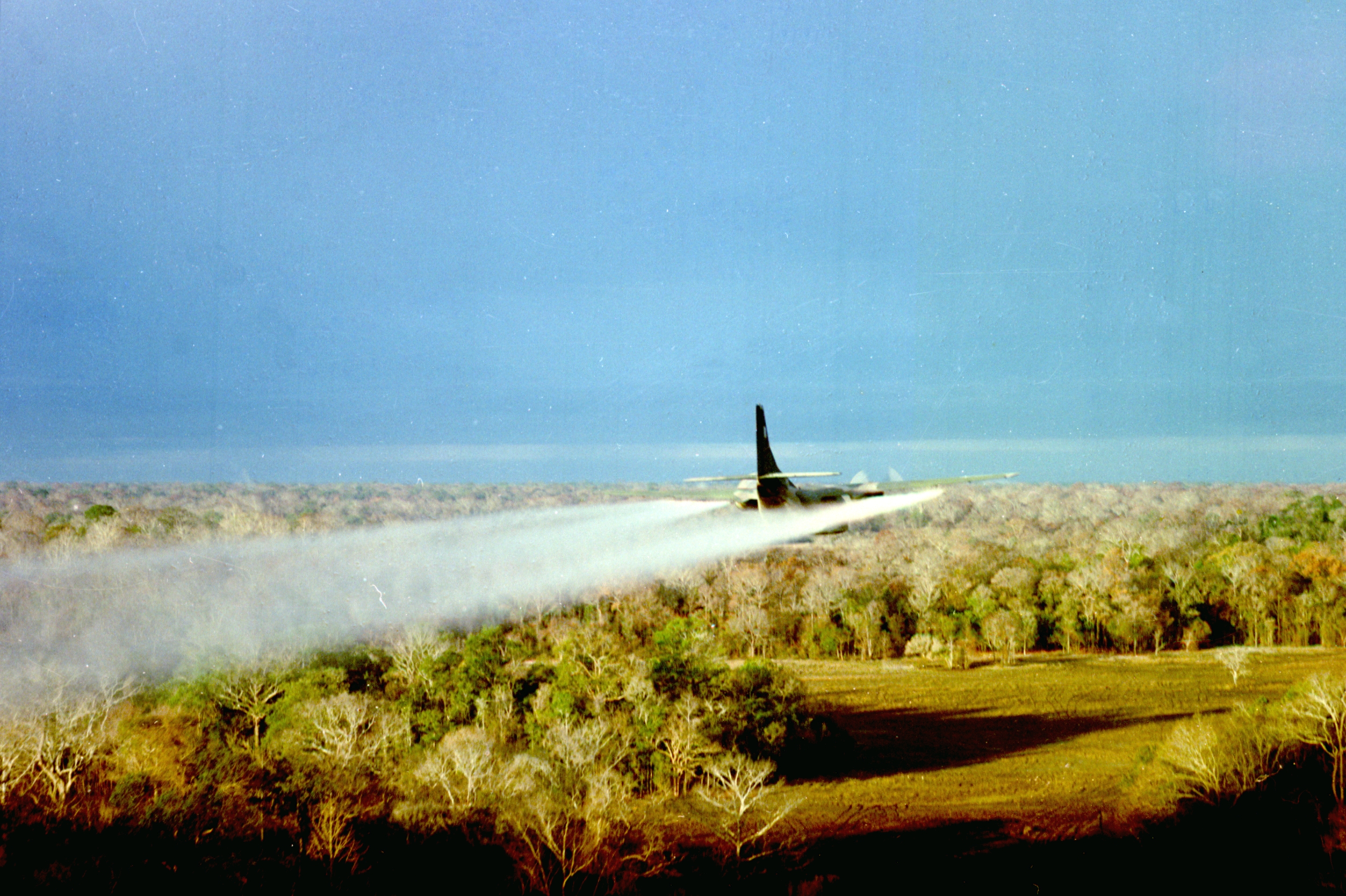
Máy bay Mỹ rải chất hóa học xuống miền Nam

Mặc dù chịu đựng nhiều tổn thất về sinh mạng, song Chiến thắng Vạn Tường chứng minh rằng quân Giải phóng hoàn toàn có khả năng đánh bại quân đội Mỹ trong điều kiện địch có ưu thế về binh, hoả lực và sức cơ động. Thông tin trực tiếp về thực lực của quân đội Mỹ được phổ biến rộng cho Mặt trận Dân tộc Giải phóng. Trận Vạn Tường đã mở đầu cao trào "Tìm Mĩ mà đánh, lùng ngụy mà diệt" trên khắp miền Nam.
Sau trận thắng ở Vạn Tường, quân Giải phóng rút kinh nghiệm từ bỏ tham vọng tiêu diệt sinh lực đối phương ở cấp trung đoàn, mà từ quy mô tiểu đoàn trở xuống, chỉ mở chiến dịch cấp trung đoàn trở lên khi cần thiết để đảm bảo hiệu suất. Họ tăng cường tiến công quân Mỹ ở Thuận Ninh (18 tháng 9), Cát Sơn, Cát Hiệp (10 và 14 tháng 10) thuộc tỉnh Bình Định; bắn pháo vào sân bay Đà Nẵng, Chu Lai (24-10) phá huỷ, phá hỏng 163 máy bay các loại, diệt nhiều lính Mỹ.
Ngày 19 tháng 10 năm 1965, Quân giải phóng Tây Nguyên mở chiến dịch Plei Me, cách thị xã Pleiku khoảng 30 km về phía tây nam. Không gian chiến dịch diễn ra trong tứ giác Plâyme - Bầu Cạn - Đức Cơ - Plây Thê thuộc huyện 5, nay là huyện Chư Prông với diện tích 1.200 km².
Kết thúc chiến dịch Plâyme, quân Giải phóng tiêu diệt một chiến đoàn bộ binh cơ giới hỗn hợp quân lực Việt Nam Cộng hòa, phá huỷ 89 xe quân sự, tiêu diệt Tiểu đoàn 2/7, đánh thiệt hại Tiểu đoàn 1/7 kỵ binh bay Mỹ; bắn rơi, phá hỏng 59 máy bay lên thẳng. Phía Mỹ xác nhận trong trận Ia Đrăng có 824 lính Mỹ bị thương, trong đó có 304 chết. Tướng Mỹ G. Moore và L. Galoway phóng viên chiến tranh, đã chiến đấu trong trận Ia Đrăng sau này nhận định rằng: "Ia Đrăng - trận đánh đã làm thay đổi cuộc chiến tranh ở Việt Nam".
Sau năm 1965, khả năng chiến thắng Mĩ trong chiến lược "Chiến tranh cục bộ" của quân Mặt trận Dân tộc Giải phóng miền Nam Việt Nam và dân Việt Nam tiếp tục được chứng minh trong hai mùa khô

### Bước vào mùa khô 1965 - 1966
Mùa khô đến là điều kiện hết sức thuận lợi trong việc sử dụng hoả lực có phối hợp của không quân, hải quân, pháo binh và xe tăng, mà những thứ vũ khí hiện đại này chỉ quân Mỹ mới có, nên Bộ chỉ huy Mỹ ở Sài Gòn ráo riết chuẩn bị, triển khai lực lượng trên các hướng, sẵn sàng tiến công ồ ạt và bất ngờ trên diện rộng, cụ thể hoá thành năm điểm:
- Tiêu diệt một bộ phận chủ lực quân Giải phóng giành lại chủ động trên chiến trường, buộc đối phương phải phân tán, do đó không đủ khả năng đánh lớn.
- Bình định có trọng điểm, giành dân, đánh phá hậu cần dự trữ.
- Ổn định tình hình chính trị, củng cố quân đội và chính phủ Việt Nam Cộng hòa.
- Khai thông các hệ thống giao thông giữa các vùng chúng kiểm soát với nhau.
- Đánh phá miền Bắc, cô lập miền Nam.
Đông - xuân 1965-1966, với 72 vạn quân (trong đó có 22 vạn quân Mĩ, còn lại là quân đồng minh và quân lực Việt Nam Cộng hòa), gồm 14 sư đoàn, 9 lữ đoàn và trung đoàn bộ binh Mỹ - Việt Nam Cộng hòa và các nước đồng minh, hơn 1.000 khẩu đại bác, 1.342 xe tăng, xe bọc thép, 2.288 máy bay các loại, 541 tàu, xuồng chiến đấu. Mỹ mở đợt phản công với 5 cuộc hành quân "tìm diệt" lớn nhằm vào hai hướng chiến lược chính ở Đông Nam Bộ và khu V, gọi là "chiến dịch Năm mũi tên". Mục tiêu đánh bại quân chủ lực Mặt trận Dân tộc Giải phóng miền Nam Việt Nam
Trên hướng thứ nhất, Củ Chi là trọng điểm, địch mở cuộc hành quân "Cái bẫy" nhằm diệt cơ quan đầu não Quân khu Sài Gòn - Gia Định và triệt hạ vùng giải phóng Củ Chi. Trong cuộc hành quân "Cái bẫy", Mỹ tập trung 12.000 quân (có 8.000 lính Mỹ), 200 máy bay, 600 xe quân sự, 100 đại bác đánh vào Củ Chi, hòng dồn lực lượng quân Giải phóng vào vùng Hố Bò để tiêu diệt. Với lực lượng lớn, ưu thế binh lực, hoả lực, lính Mỹ tin chắc sẽ đánh bại quân Giải phóng.

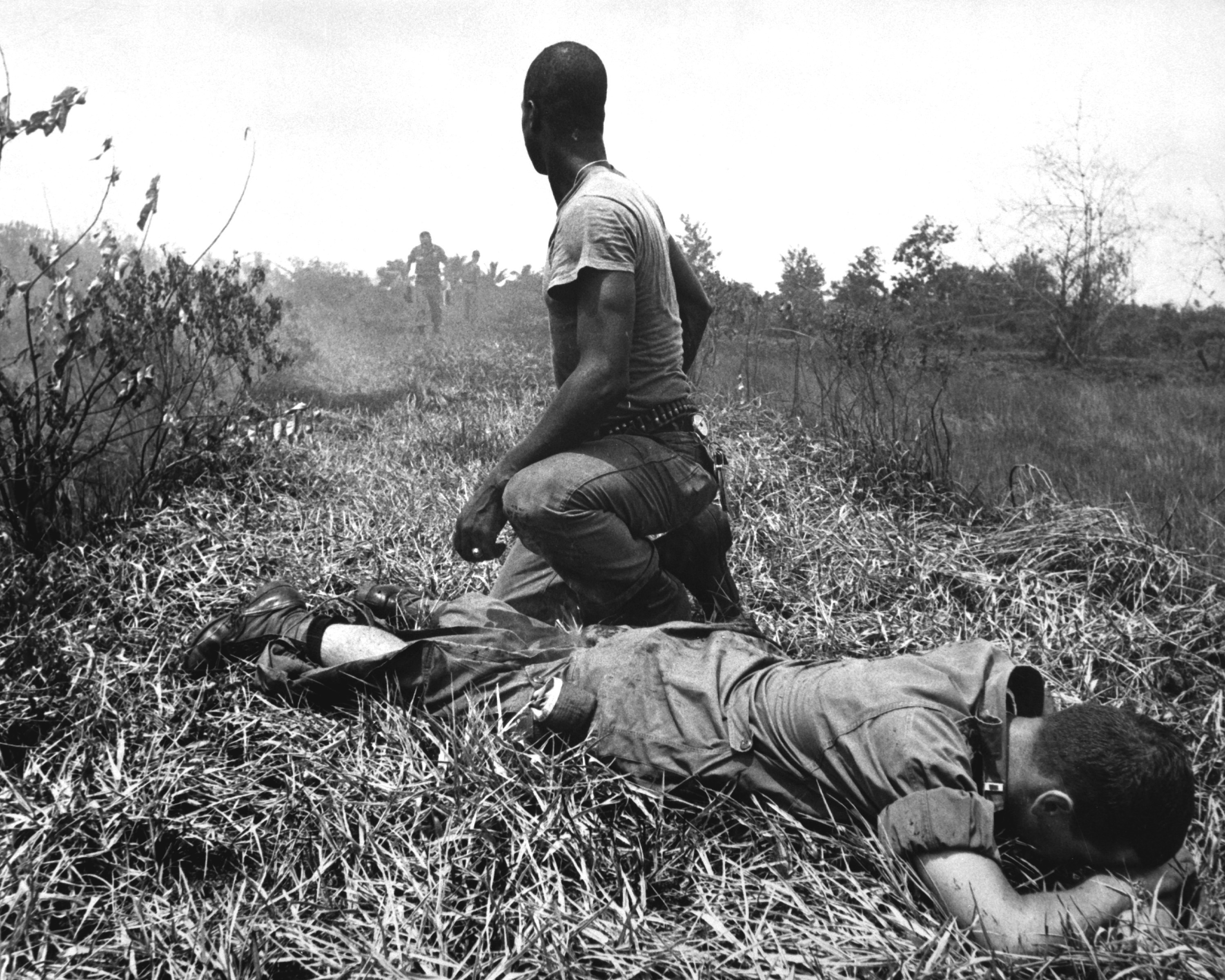
Một lính Mỹ bị sập bẫy chông của quân Giải phóng

Tuy nhiên, sau 12 ngày đêm liên tục chiến đấu (từ 8 đến 19-1), quân Mỹ không đạt được mục tiêu nào. Quân và dân Củ Chi đã đánh 200 trận lớn, nhỏ, diệt và làm bị thương gần 1.000 quân Mỹ - Việt Nam Cộng hòa, bắn rơi 84 máy bay (phần lớn là trực thăng UH-1A), phá huỷ và phá hỏng 77 xe quân sự (có 56 xe bọc thép M-113), hai pháo 105 mm. Trong cuộc hành quân tìm diệt này, quân Mỹ đã san bằng gần 3.000 ngôi nhà, triệt hạ hàng ngàn ha vườn cây, ruộng lúa, càn nát nhiều giao thông hào, đánh sập một số cửa địa đạo. Mặc dù vậy, cuộc hành quân "Cái bẫy" của Mỹ không đạt được mục tiêu đề ra là tiêu diệt cơ quan đầu não và đơn vị chủ lực Quân giải phóng. Ngày 19/1, Mỹ buộc phải kết thúc và rút các lữ đoàn bộ binh thuộc Sư đoàn Anh cả đỏ xuống nam Củ Chi để lập căn cứ tại Đồng Dù. Tại đây, quân Mỹ đã đốt cháy hoặc ủi sập 2.000 ngôi nhà, nhiều vườn cây, trong đó có 350 hecta cây cao su của xã Phước Vĩnh An để làm căn cứ đóng quân cho 4.500 lính Mỹ (gồm Sư đoàn bộ và Lữ đoàn 2, Sư đoàn 25).
Tiếp đến, trong tháng 4 và 5-1966, Lữ đoàn 1, Lữ đoàn 3, Tiểu đoàn cơ giới của Sư đoàn 25 Tia chớp nhiệt đới Mỹ, lần lượt được điều đến chiến trường bắc Long An, cùng Lữ đoàn dù 173 càn quét từ Bàu Trai - Đức Lập (Hậu Nghĩa) sang Bến Lức, Vườn Thơm - Bà Vụ, tiến đánh Đức Hoà, Đức Huệ từng đợt năm, sáu ngày cho đến lúc kết thúc cuộc phản công mùa khô thứ nhất (30-5-1966). Ở đây, hàng ngàn lính Mỹ đã bị thương vong. Đặc biệt, lần đầu tiên trên chiến trường khu VIII, tại Bàu Sen, một đại đội Mỹ thuộc Lữ đoàn dù 173 đã bị diệt hoàn toàn. Ý đồ của Mỹ chặt đứt hành lang kháng chiến từ miền Đông xuống Đồng Tháp Mười không thực hiện được.
Đầu tháng 5, Mỹ mở cuộc hành quân Birminghom đánh vào chiến khu Dương Minh Châu, với lực lượng hai lữ đoàn thuộc Sư đoàn 1 Anh cả đỏ và Lữ đoàn dù 173. Phạm vi càn quét tương đối rộng từ Tàpang, Lò Gò, Bàu Cỏ, Sóc Ky đến suối Ông Hùng, Bến Củi nhưng đi đến đâu, Mỹ cũng không gặp được chủ lực đối phương, còn thường xuyên bị bộ đội tại chỗ, du kích cơ quan đánh chặn gây nhiều thương vong. Nắm vững thời cơ Mỹ phải đối phó với lực lượng tại chỗ, Sư đoàn 9 chủ lực Miền tiến công vào cụm quân của Sư đoàn 1 Mỹ ở Bầu Sắn (Tây Ninh), đánh thiệt hại một chiến đoàn của Mỹ, bẻ gãy cuộc hành quân vào chiến khu Dương Minh Châu.
Kết quả mùa khô 1965-1966, quân Giải phóng đã loại khỏi vòng chiến đấu gần 104.000 địch, trong đó có 42.000 quân Mỹ, 3.500 quân các nước đồng minh của Mỹ, đánh thiệt hại 9 tiểu đoàn Mỹ, 7 tiểu đoàn quân Sài Gòn, bắn rơi, phá huỷ 1.430 máy bay (hầu hết là máy bay lên thẳng), phá huỷ và đánh hỏng 6.000 xe quân sự (có 300 xe tăng, xe bọc thép).

### Bước vào mùa khô 1966-1967
Mỹ quyết định mở cuộc phản công chiến lược lần thứ hai vào mùa khô 1966-1967, dự tính từ tháng 10-1966 đến tháng 6-1967. Ý đồ của Mỹ trong cuộc phản công chiến lược lần này là cố giành một thắng lợi quân sự lớn trên chiến trường, tạo một bước ngoặt, tiến tới giành những thắng lợi quyết định. Về chiến lược, lần này Mỹ không phân tán lực lượng đánh trên nhiều hướng mà tập trung đánh vào miền Đông Nam Bộ, đồng thời chú trọng đẩy mạnh kế hoạch bình định, mở rộng vành đai an ninh quanh Sài Gòn - Gia Định, kiềm chế các hướng Tây Nguyên, Trị - Thiên.

Mỹ ưu tiên tập trung lực lượng tiến công vào hệ thống căn cứ quân Giải phóng ở Tây Ninh, Bình Dương, Long An, Hậu Nghĩa, Phước Tuy, trọng điểm là chiến khu Dương Minh Châu, diệt cơ quan đầu não và một bộ phận chủ lực, kết hợp với việc mở rộng vành đai an ninh quanh Sài Gòn. Trong phản công chiến lược lần thứ hai này, cùng một lúc Mỹ thực hiện cả hai nhiệm vụ "tìm diệt" và "bình định", gọi là "chiến lược hai gọng kìm". Trong đó lớn nhất là chiến dịch Junction City (Gian-xơn Xi-ti) đánh vào căn cứ Dương Minh Châu (Bắc Tây Ninh), nhằm tiêu diệt quân chủ lực và cơ quan đầu não của Mặt trận Dân tộc Giải phóng miền Nam Việt Nam
Để thực hiện kế hoạch chiến lược trên đây, những tháng cuối năm 1966 và đầu năm 1967, Mỹ đưa thêm vào miền Nam hai Sư đoàn bộ binh số 4 và số 9, nâng tổng số quân Mỹ có mặt ở Nam Việt Nam lên 389.000 vào cuối tháng 12-1966. Mỹ còn dự kiến sẽ tăng quân Mỹ ở Nam Việt Nam lên 459.000 cho năm 1967. Nhưng mới đến tháng 8-1967, tình hình quân sự, chính trị của Mỹ và Sài Gòn ở Việt Nam biến chuyển theo chiều hướng đi xuống không có lợi cho Mỹ, nên phải trù tính tăng quân Mỹ lên 542.588 vào cuối năm 1967. Phương tiện chiến tranh cũng được bổ sung nhiều gần gấp 1,5 lần so với mùa khô lần thứ nhất. Tính đến tháng 12-1966, số máy bay đưa vào Việt Nam lên tới 3.500 chiếc và đến tháng 5-1967 tăng lên 4.300 chiếc; xe tăng, thiết giáp 2.500 chiếc, pháo 2.540 khẩu, v.v... Nếu tính cả lực lượng Mỹ ở Hạm đội 7, Thái Lan, Philippin, Guam, tham gia chiến tranh Việt Nam thì tổng số quân tham chiến lên tới 1.200.000, riêng quân Mỹ 60 vạn.

Những thắng lợi cơ bản về chiến thuật của Quân Giải phóng miền Nam, cùng tình hình chiến sự - chính trị bắt đầu có lợi cho họ, các lực lượng vũ trang và cơ sở chính trị đã khôi phục. Miền Bắc tiến hành gửi quân tiếp viện bằng những đơn vị chính quy hoàn thiện vào khắp các chiến khu của Quân Giải phóng, đồng thời gửi thêm nhân lực bổ sung bù đắp thiệt hại. Gần 10 vạn người có vũ trang đã đi qua Trường Sơn, 3/4 trong số đó tiếp cận chiến trường.
Cuộc phản công bắt đầu vào ngày 14-9-1966 bằng cuộc hành quân cấp quân đoàn đầu tiên: chiến dịch Attleboro (Át-tơn -bo-rơ). Không gian của cuộc hành quân từ Trảng Bàng đến Gò Dầu Hạ nằm trên đường số 1 và Trại Đèn trên đường 13 (Tây Ninh), nhằm tìm diệt một bộ phận chủ lực Giải phóng (Sư đoàn 9 và Trung đoàn 16), hỗ trợ cho việc bình định quanh Sài Gòn. Tham gia cuộc hành quân này có lực lượng của Sư đoàn 1 Sư đoàn 25 (thiếu), Lữ đoàn 196, một tiểu đoàn thuộc Lữ đoàn dù 173 Mỹ cùng chín tiểu đoàn quân Sài Gòn, chưa kể lực lượng pháo binh, thiết giáp và không quân (có cả B-52) chi viện. Tất cả khoảng 30.000 quân.

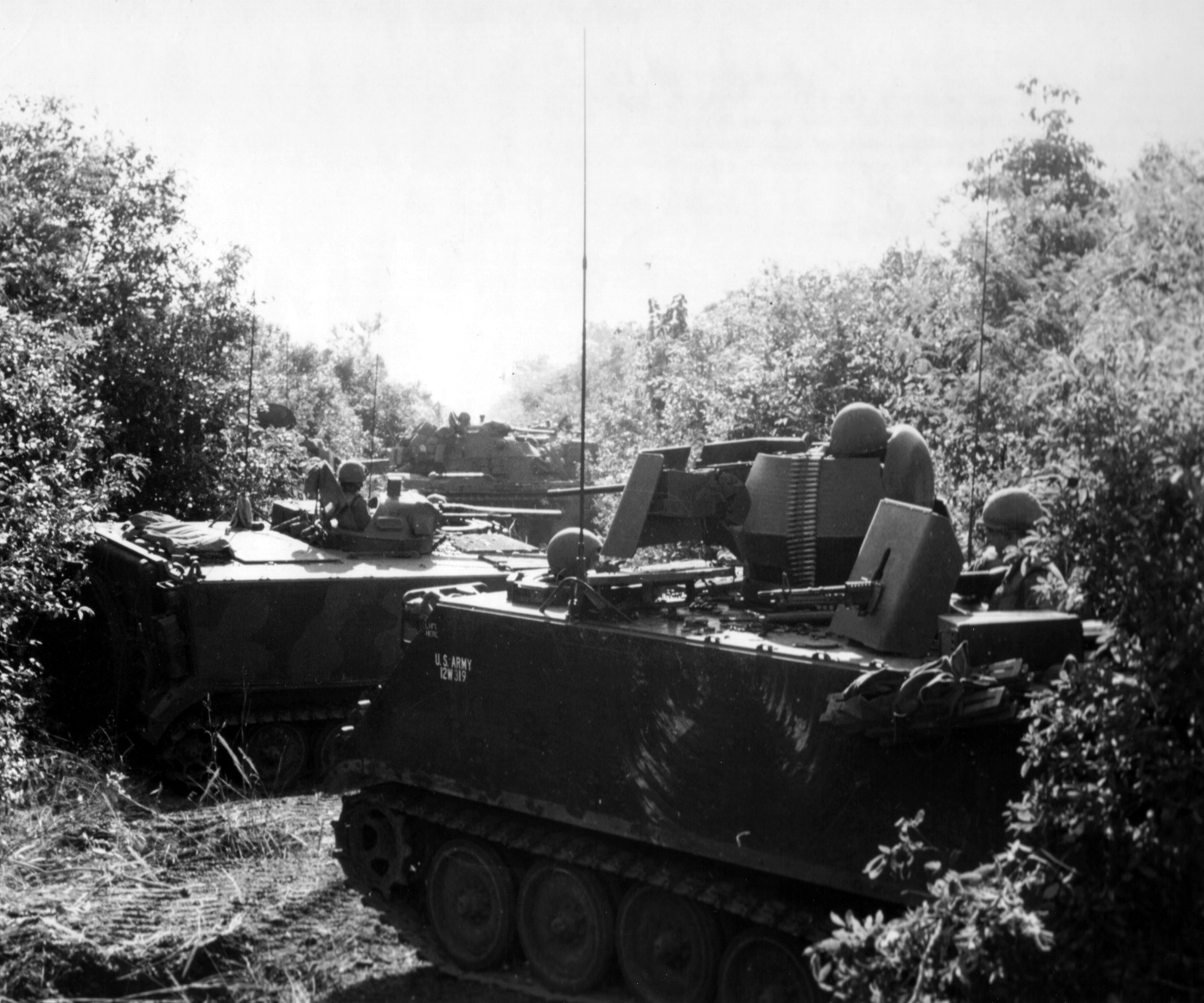
Xe thiết giáp Mỹ trong chiến dịch Cedar Falls

Mỹ mở cuộc hành quân cấp quân đoàn thứ hai, chiến dịch Cedar Falls (Xê-đa Phôn) vào vùng "tam giáp sắt" (Bến Súc - Củ Chi - Bến Cát). Đây là nơi có cơ quan đầu não của Quân khu Sài Gòn - Gia Định. Bộ Chỉ huy Mỹ ở Nam Việt Nam tập trung một lực lượng lớn binh lực vào cuộc hành quân Cedar Falls không kém gì cuộc hành quân Attleboro, bao gồm Sư đoàn bộ binh số 1 Mỹ, Lữ đoàn 3 Sư đoàn bộ binh số 4, Lữ đoàn 2 Sư đoàn bộ binh số 25, Lữ đoàn bộ binh nhẹ số 196 (vừa được củng cố lại sau thất bại trong cuộc hành quân Attleboro), Lữ đoàn dù 173, Trung đoàn thiết giáp số 11 Mỹ và một bộ phận Sư đoàn 5 chủ lực quân Việt Nam Cộng hòa cùng một số lính đánh thuê New Zealand với hơn 400 xe tăng, xe bọc thép, 800 tàu xuồng chiến đấu trên sông, hơn 100 khẩu pháo các loại và nhiều máy bay, kể cả B-52.
Diễn biến của cuộc hành quân hoàn toàn không như quân Mỹ dự tính. Rất ít quân du kích thiệt mạng, về cơ bản các đơn vị của họ không bị đánh bật ra ngoài. Hệ thống hầm ngầm không bị triệt phá mà chỉ bị hư hại một phần. Hố bom loang lổ, hàng mảng đất bị cày xới lên bằng máy xúc. Song không có quả bom nào, không có máy xúc nào khoét đủ sâu để phá hoại hầm ngầm. Cái khó không phải hệ thống hầm ngầm đào quá sâu mà chính vì nó chạy ngoắt ngoéo không một chỗ nào là thẳng. Những cửa ngách và lỗ thông hơi thì nhiều vô kể, điều đó hạn chế khả năng bị phá huỷ. Các sĩ quan Mỹ trong cuộc càn Cedar Falls đều có chung nhận xét như vậy.
Chiến dịch Junction City - Đỉnh cao của chiến lược tìm và diệt
Theo tính toán của Westmoreland, Tây Ninh không chỉ là căn cứ của Trung ương Cục miền Nam, Bộ chỉ huy Miền, Mặt trận Dân tộc giải phóng, mà còn là nơi tích trữ vật chất, có nhiều kho dự trữ chiến lược; là địa bàn đóng quân của lực lượng chủ lực (tức Sư đoàn 9). Vì vậy tuy đã thất bại trong cuộc hành quân lớn trước đó Bộ chỉ huy Mỹ ở Sài Gòn vẫn quyết định mở cuộc hành quân quy mô lớn mang tên Junction City, tập trung lực lượng đông đảo đánh vào Chiến khu Dương Minh Châu (Tây Ninh).

Để thực hiện những mục tiêu trên, chiến dịch huy động đại bộ phận quân Mỹ triển khai ở miền Đông Nam Bộ và một phần quân Sài Gòn. Lực lượng này bao gồm chín lữ đoàn bộ binh Mỹ (ba lữ của Sư đoàn bộ binh 1; hai lữ của Sư đoàn bộ binh 25; một lữ của Sư đoàn bộ binh số 4; một lữ của Sư đoàn bộ binh 9, Lữ đoàn 196 và Lữ đoàn dù 173), một lữ đoàn thủy quân lục chiến Sài Gòn. Ước tính quân số khoảng 45.000 và trên 1.000 xe tăng, xe bọc thép, hàng trăm khẩu pháo các loại, cùng nhiều máy bay. Phương án tác chiến được Bộ chỉ huy Miền xác định:
"Bộ đội chủ lực khi tập trung, lúc phân tán linh hoạt, sẵn sàng cơ động, phối hợp và hỗ trợ cho du kích cơ quan thực hiện đánh nhỏ, đánh vừa, tạo điều kiện đánh những trận lớn, tiêu diệt được tiểu đoàn, chiến đoàn địch, bẻ gãy các mũi hành quân của chúng vào vùng căn cứ cách mạng."

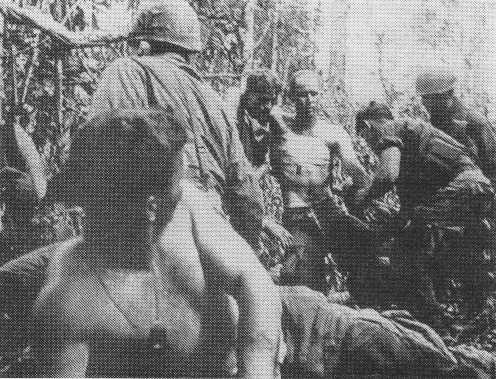
Lính Mỹ thương vong trong trận đánh

Sau mấy ngày đầu của cuộc hành quân, các mũi tiến công của Mỹ đều không phát triển được, đi đến đâu cũng bị du kích, bộ đội địa phương đánh lẻ tẻ gây thương vong. Tinh thần sĩ quan, binh lính Mỹ rã rời. Hãng tin Pháp AFP ngày 22-2 đưa tin và bình luận: "Cuộc hành quân Junction City được coi là một trong những hy vọng lớn của Mỹ trong giai đoạn trước mắt, cuộc hành quân có nhiều tham vọng nhất trong cuộc chiến tranh, nhưng kết quả thật đáng buồn, trong bốn ngày qua không thấy dấu vết lãnh đạo Mặt trận Dân tộc giải phóng đâu cả. Đài phát thanh Mặt trận Dân tộc giải phóng vẫn tiếp tục hoạt động mặc dù một trong những mục tiêu của cuộc hành quân là làm cho nó câm đi...".
Ngày 13-3-1967, các cánh quân Mỹ bắt đầu rút khỏi căn cứ Dương Minh Châu. Đợt một của cuộc hành quân Junction City đã bị thất bại

Từ ngày 15-3, Bộ chỉ huy Mỹ ở Sài Gòn triển khai giai đoạn hai cuộc hành quân Junction City, lật cánh chuyển hướng tiến công chủ yếu sang phía đông căn cứ của ta. Thủ đoạn của địch lần này là bao vây rộng, thọc sâu, tiến chắc, dùng không quân oanh tạc dữ dội, dọn sạch những chướng ngại phía đông căn cứ. Tuy nhiên kết quả vẫn không khá hơn. Ngày 15-5-1967, Westmoreland tuyên bố cuộc hành quân Junction City chấm dứt. Đại tướng Nguyễn Chí Thanh nhận xét: 
"Cuộc hành quân Junction City là một cuộc hành quân lớn nhất của quân Mỹ vào vùng căn cứ bắc Tây Ninh lại là cuộc hành quân thua đau nhất, là cái mốc đánh dấu đỉnh cao sự thất bại của chúng trong cuộc phản công chiến lược mùa khô lần thứ hai trong âm mưu tìm diệt của chúng"
Với thất bại này, về cơ bản, gọng kìm "tìm và diệt" của Mỹ trong cuộc phản công chiến lược mùa khô lần thứ hai đã bị bẻ gãy. Như vậy, trong mùa khô 1966-1967, thực hiện gọng kìm tìm diệt chủ lực quân giải phóng, Mỹ chẳng những không thực hiện được ý đồ tiêu diệt và tiêu hao một bộ phận quan trọng lực lượng Giải phóng, mà còn bị đánh tiêu hao một phần lớn lực lượng. Tính chung trong sáu tháng mùa khô, quân và dân miền Nam đã loại khỏi vòng chiến đấu 175.000 lính (có 76.000 lính Mỹ, lính Hàn Quốc, Úc, New Zealand, Philippine), tiêu diệt và đánh thiệt hại nặng 49 tiểu đoàn và đơn vị tương đương, bắn rơi và phá huỷ 1.800 máy bay các loại, phá hỏng 1.783 xe quân sự, 340 khẩu đại bác, bắn chìm và bắn cháy 100 tàu xuồng, đánh sập và hỏng 270 cầu lớn nhỏ.

### Làm thất bại gọng kìm "Bình định"
Ngay từ cuối 1966, Mỹ đã tập trung một số lớn nhân tài, vật lực cho công cuộc bình định miền Nam. Về phía chính phủ Sài Gòn, lực lượng tham gia chương trình bình định gồm: 53 tiểu đoàn chủ lực, 177 đại đội địa phương, 5 đại đội cảnh sát dã chiến, 559 trung đội nghĩa quân, 552 đoàn cán bộ bình định. Riêng tại các địa bàn trọng điểm bình định ven đô Sài Gòn, Long Khánh, Phước Tuy, Bình Dương, Long An, Tây Ninh, Bình Long (thuộc Vùng chiến thuật III), Trị - Thiên, Bình Định, Tuy Hoà, Quảng Ngãi, Plâyku, Kon Tum (thuộc Vùng chiến thuật I và II), Vĩnh Long, Phong Dinh, Chương Thiện, Ba Xuyên, Kiến Phong (thuộc Vùng chiến thuật IV), ngoài lực lượng quân Sài Gòn, Mỹ huy động thêm 40 tiểu đoàn Mỹ, 1.500 chuyên gia bình định, một số đơn vị quân Nam Triều Tiên, Úc.

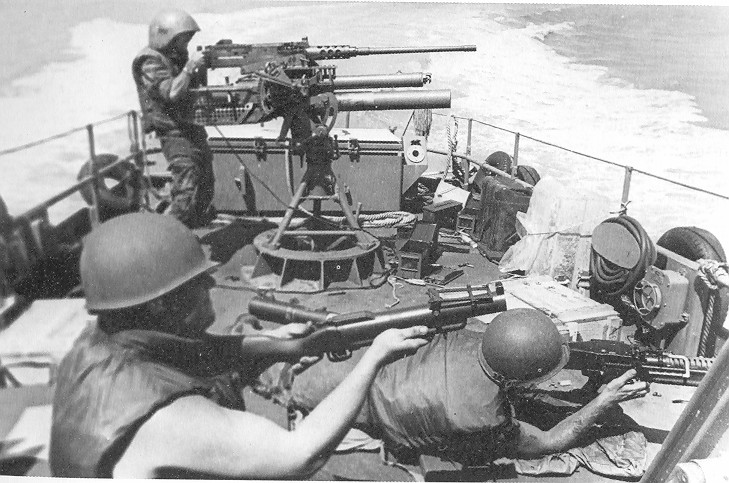
Tàu tuần tra Mỹ càn quét vùng sông ngòi nông thôn

Song song với việc tăng cường lực lượng, Mỹ đã nâng tổng ngân sách đầu tư cho công tác bình định từ 8 tỷ (tiền Sài Gòn) năm 1966, lên 14 tỷ năm 1967. Với sức mạnh được tập trung như vậy, Mỹ và Việt Nam Cộng hòa dự kiến đến hết năm 1967 sẽ củng cố và xây dựng được 3.500 ấp và trại tập trung, trong đó, xây dựng mới hoàn toàn là 1075 ấp, dồn được 1.315.000 dân. Đặc biệt, để phục vụ trực tiếp cho chương trình, Mỹ đã khẩn trương lựa chọn và đưa đi đào tạo đội ngũ cán bộ bình định của chính phủ Sài Gòn ở các trung tâm đào tạo trong và ngoài nước.
Do mục đích chương trình bình định là phải "phá cho được cơ sở hạ tầng, thủ tiêu hết các tổ chức và con người Việt Cộng", nên Mỹ đã triệt để sử dụng các nguồn tài liệu thu được từ các cơ quan tình báo quân sự và dân sự của cả Mỹ và Sài Gòn, từ khẩu cung lấy được qua thẩm vấn những người bị bắt, sau đó dùng cảnh sát đặc biệt, mật vụ điều tra thẩm định, đối chiếu với thẻ căn cước xác định. Tất cả những người bị bắt đều tập trung về các trại giam giữ và được phân ra làm ba loại: loại A là cán bộ lãnh đạo chủ chốt; loại B là đảng viên; loại C là cơ sở quần chúng cách mạng.
Kể từ lúc khởi đầu cuộc chiến tranh đến khi Mỹ mở cuộc phản công chiến lược mùa khô lần thứ nhất, Khu V luôn là địa bàn "ưu tiên bình định", nên nơi đây đã trở thành một trong những điển hình của phong trào chống bình định, phá ấp chiến lược ở miền Nam. Bước vào mùa khô năm 1966 - 1967, rút kinh nghiệm trong mùa khô lần thứ nhất, Khu uỷ và Bộ Tư lệnh Quân khu V xác định: tiếp tục đẩy mạnh phương châm "ba bám" như đã thực hiện có hiệu quả trước đây, nay bổ sung thêm phương châm "cấp trên bám cấp dưới" đã kịp thời phát hiện, nghiên cứu các thủ đoạn đánh phá của địch, tìm ra cách đối phó kịp thời cho ta theo từng địa bàn. Từ đây "bốn bám" trở thành những phương châm hành động của các cấp, các ngành, của lực lượng vũ trang và nhân dân các địa phương.
Song song với thành công trong chống phá bình định, nhân dân hầu khắp các địa phương miền Nam đã xây dựng được hệ thống ấp, xã chiến đấu liên hoàn, vững chắc, mà điển hình là: Trà Vinh có xã An Trường; Bà Rịa có xã Long Tân, Long Điền, Đất Đỏ; Củ Chi có xã An Phú, Phú Mỹ Hưng, An Nhơn Tây...; An Khê có xã Bắc, xã A1; Đắc Lắc có Khuê Ngọc Điền; Kon Tum có Đắc Uy; Quảng Ngãi có Hoà Bình; Quảng Nam - Đà Nẵng có Hoà Hải, Anh Dũng... Đây thực sự là những pháo đài vững chắc chống phá có hiệu quả các cuộc hành quân càn quét và bình định của Mỹ.
Cùng với thắng lợi trên mặt trận quân sự, công tác chống phá bình định cũng thu được kết quả bước đầu rất quan trọng. Kế hoạch bình định năm 1966 của Mỹ là bình định 900 ấp, củng cố 1.900 ấp. Nhưng đến tháng 6, quân dân Nam Bộ đã phá sạch 2.668 ấp. Khu VI phá 238 ấp trong tổng số 360 ấp, giải phóng 203.345 dân trong tổng số 744.400 dân; Khu V, Tây Nguyên và Trị - Thiên vùng giải phóng các tỉnh được mở rộng, liên hoàn với 2.125.000 dân đã giành được quyền làm chủ 233.000 dân còn trong vùng tranh chấp. Ngay những vùng Mỹ tập trung lực lượng để bình định như Long An, Củ Chi, Quảng Nam, Quảng Ngãi những làng xã chiến đấu cũng mọc lên liên hoàn. Tháng 10-1966, sau khi nghiên cứu các báo cáo về tình hình miền Nam kết hợp với chuyến đi miền Nam trước đó, McNamara báo cáo với Johnson: "Công tác bình định chỉ có đi thụt lùi"
Trong mùa khô 1966-1967, riêng trên mặt trận chống phá bình định, quân Giải phóng đã giành thêm được 390 ấp, xã; nâng số xã trong vùng giải phóng lên tới 700 xã, 6.750 ấp và dinh điền. Việt Nam Cộng hòa chỉ thực sự kiểm soát được 5.400 ấp trên tổng số 16.293 ấp toàn miền Nam (số còn lại là ấp xã đang tranh chấp). Theo kế hoạch đặt ra năm 1967, Mỹ và Sài Gòn phải hoàn toàn kiểm soát được 3.500 ấp (có 1.076 ấp mới), nhưng thực tế chỉ lập được 291 ấp mới (mà số ấp bị phá là hơn 300), đạt khoảng 13% kế hoạch. Bộ Quốc phòng Mỹ thừa nhận rằng: "Những cố gắng ban đầu của Chính phủ Việt Nam cộng hoà nhằm định ra các chương trình bình định và phát triển nông thôn đã thất bại, vì đó là những chương trình đầu đuôi lẫn lộn được vạch ra một cách vụng về". "Sau đó, những cố gắng của Mỹ nhằm giúp đỡ các chương trình bình định của Chính phủ Việt Nam cộng hoà lại phạm những sai lầm..." nên không tránh khỏi thất bại.

### Miền Bắc chốngchiến tranh phá hoại

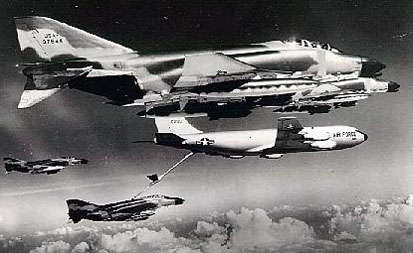
Một tốp máy bay F-4 đang tiếp dầu để chuẩn bị không kích

Đánh phá miền Bắc nhằm hỗ trợ cho nỗ lực quân sự ở miền Nam Việt Nam luôn là một trong những ưu tiên hàng đầu của Mỹ trong cuộc chiến tranh xâm lược Việt Nam. Song song với quá trình đưa lục quân Mỹ vào miền Nam, Mỹ dùng không quân, hải quân mở cuộc chiến tranh phá hoại miền Bắc trên quy mô lớn với cường độ ngày càng dữ dội. Đây là một bộ phận khăng khít của chiến lược chiến tranh cục bộ mà Mỹ triển khai thực hiện ở Việt Nam từ năm 1965.
Từ đầu năm 1964, trước sự tăng cường và mở rộng chiến tranh xâm lược của Mỹ, Đảng Lao động đã có kế hoạch và biện pháp chuẩn bị. Hội nghị phòng không nhân dân toàn miền Bắc được triệu tập đầu năm 1964 đã bàn biện pháp triển khai và tăng cường hệ thống phòng không nhân dân ba thứ quân, biện pháp thực hiện kế hoạch sơ tán, phân tán nhân dân và nhà máy, công xưởng sản xuất khỏi những vùng trọng điểm địch đánh phá.
Lực lượng vũ trang gấp rút chấn chỉnh biên chế, tổ chức và tăng cường về quân số. Các đơn vị được lệnh tổ chức báo động, nâng cao khả năng sẵn sàng chiến đấu. Quân chủng Phòng không - Không quân hoàn chỉnh phương án chiến đấu, triển khai lực lượng theo hướng tập trung hoả lực bảo vệ các mục tiêu chủ yếu, đồng thời hình thành lực lượng chiến đấu tại chỗ, rộng khắp. Quân chủng Hải quân từ tháng 7-1964 chuyển sang trạng thái sẵn sàng chiến đấu, tăng cường tuần tiễu vùng biển ven bờ, tổ chức Bộ Tư lệnh tiền phương ở vùng biển Quân khu IV. Các quân chủng, binh chủng khác cũng gấp rút hình thành phương án chiến đấu, bảo đảm giao thông trong điều kiện chiến tranh lan rộng ra cả nước. Các địa phương tập dượt huấn luyện chiến đấu, phục vụ chiến đấu sơ tán, phân tán tài sản và nhân dân...

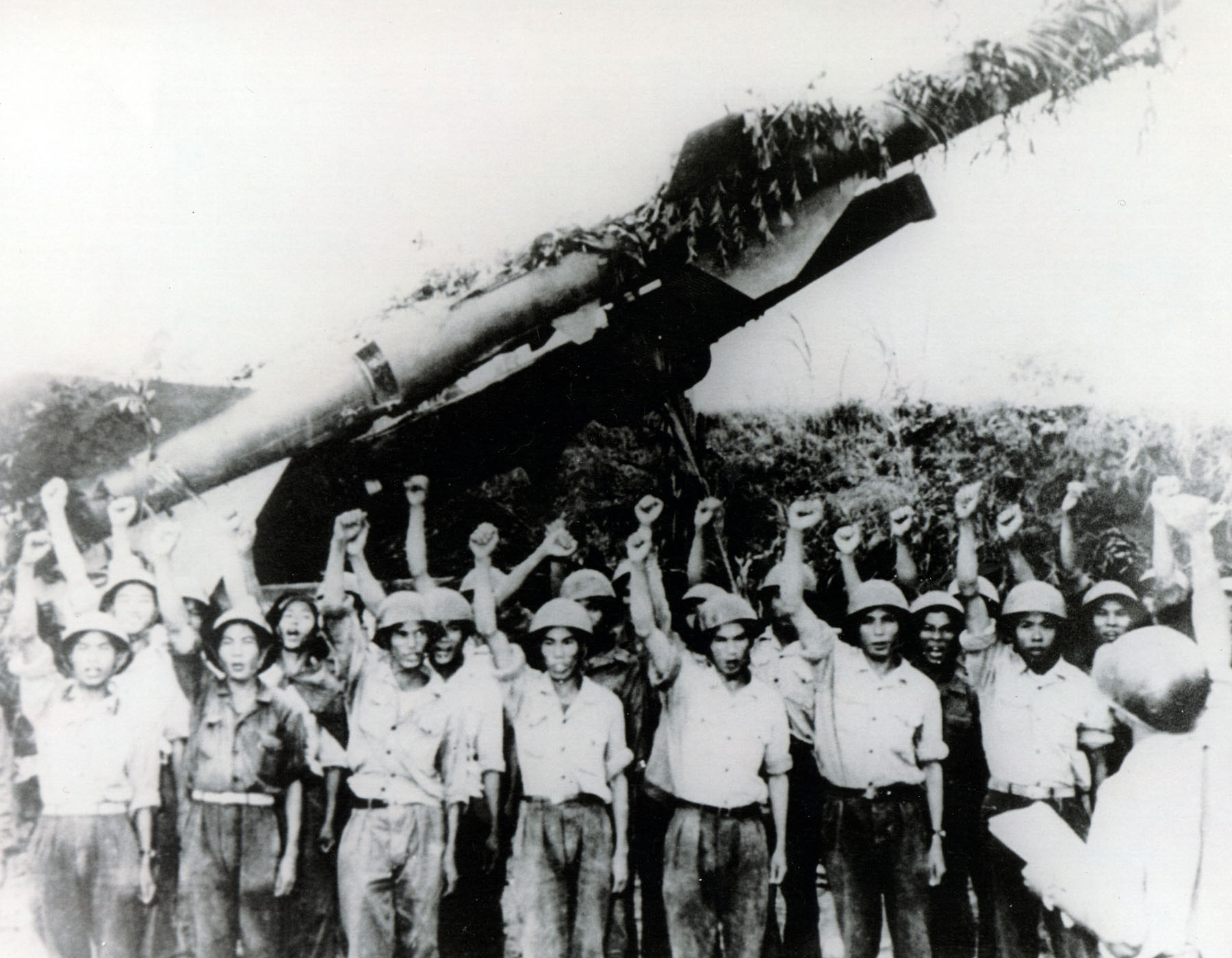
Một đơn vị tên lửa SA-2 của Quân đội Nhân dân Việt Nam trước giờ chiến đấu

Bên cạnh bộ đội phòng không chủ lực, lực lượng phòng không của bộ đội địa phương và dân quân, tự vệ phát triển nhanh chóng. Năm 1964, dân quân, tự vệ chiếm 8% so với dân số miền Bắc. Tỷ lệ đó đến cuối năm 1965 tăng lên 10%. Những năm 1966, 1967, lực lượng phòng không của bộ đội địa phương và dân quân, tự vệ được tổ chức thành nhiều tiểu đoàn, đại đội pháo phòng không, được trang bị từ súng máy cao xạ 12,7mm, 14,5mm đến cao xạ 37mm, 100mm. Riêng dân quân, tự vệ có 2.000 đơn vị trực chiến trên toàn miền Bắc, sẵn sàng phối hợp chiến đấu cùng bộ đội. Dân quân, tự vệ là lực lượng nòng cốt để xây dựng, phát triển phong trào toàn dân bắn máy bay, tàu chiến Mỹ, làm công tác phòng không nhân dân và bảo đảm giao thông vận tải, bảo vệ trị an. Ở nông thôn, dân quân, tự vệ còn là lực lượng xung kích trong sản xuất, xây dựng, đặc biệt là ở những địa bàn thường xuyên bị đánh phá ác liệt.
Các lực lượng vận tải và bảo đảm giao thông như công binh, vận tải quân sự, vận tải nhà nước, vận tải nhân dân... theo nhịp độ gia tăng của chiến tranh, cũng ngày càng lớn mạnh. So với năm 1965, đến năm 1968, số trung đoàn công binh trên miền Bắc tăng gấp 1,2 lần, số tiểu đoàn công binh tăng gấp 2 lần, số đại đội công binh tăng gấp 26 lần. Bên cạnh lực lượng tập trung, các tổ đội công binh của dân quân tự vệ cũng phát triển rộng khắp, đặc biệt dọc theo các tuyến giao thông huyết mạch. Các loại phương tiện bắc cầu, bảo đảm vượt sông đến năm 1968 tăng 2,6 lần so với năm 1965. Lực lượng vận tải quân sự của Bộ Quốc phòng, của các quân khu tăng từ 4 đến 5 lần.
Ngày 24-7-1965, bộ đội tên lửa phòng không lần đầu tiên ra quân hiệp đồng với một số trung đoàn cao xạ, bắn hạ ba máy bay F-4 ở độ cao 7.000 m trên vùng trời Bất Bạt (tỉnh Hà Tây). Với chiến công đầu này, ngày 24-7-1965 trở thành ngày truyền thống của Binh chủng tên lửa Quân đội nhân dân Việt Nam. Kết thúc năm 1965 có 834 chiếc máy bay của không quân và hải quân Mỹ đã bị lực lượng phòng không ba thứ quân bắn hạ trên vùng trời miền Bắc, trong đó, các tháng 4, 9, 10 là những tháng máy bay Mỹ bị bắn rơi nhiều nhất.

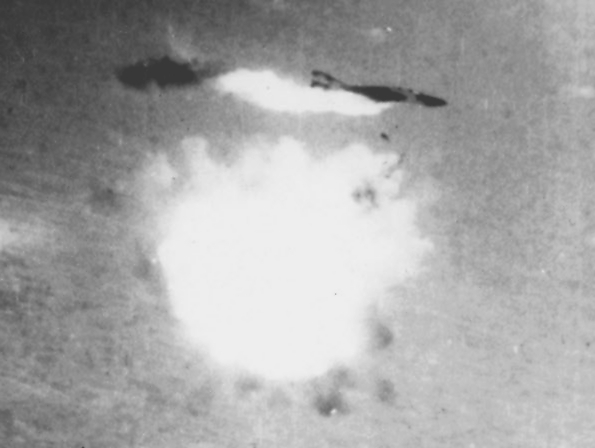
Một chiếc F-4 của Không lực Hoa Kỳ bị trúng tên lửa SA-2 khi không kích miền Bắc

Bước sang năm 1966, năm thứ hai kể từ khi cuộc chiến tranh cục bộ bắt đầu, để hỗ trợ cho cuộc phản công chiến lược lần thứ nhất của quân Mỹ trên chiến trường miền Nam, không quân và hải quân Mỹ tăng cường nhịp độ, mở rộng quy mô đánh phá hệ thống giao thông miền Bắc. Máy bay ném bom chiến lược B-52 bắt đầu được sử dụng trên vùng trời miền Bắc. Hai ngày 14 và 27-4-1966, các tốp B-52 đã dội bom xuống khu vực đèo Mụ Giạ và trục đường 12 tây Quảng Bình hòng cắt đứt tuyến vận chuyển qua biên giới Việt - Lào vào tuyến vận tải chiến lược 559. Ngoài đánh cắt giao thông, không quân Mỹ còn tăng cường sục sạo tìm đánh phá các trận địa radar, tên lửa, các khu công nghiệp miền Bắc: Nhà máy điện Uông Bí, Nhà máy điện Cao Ngạn, Mỏ than Cẩm Phả, Khu gang thép Thái Nguyên...
Bộ trưởng Quốc phòng Mỹ Robert McNamara ghi nhận: "Các cuộc không kích chống lại Bắc Việt Nam tăng lên từ 25.000 vụ năm 1965 lên 79.000 vụ năm 1966 và 108.000 vụ năm 1967, và số lượng bom đạn ném xuống đây tăng từ 63.000 tấn lên 136.000 tấn, rồi 226.000 tấn". Nhưng: "việc ném bom đã không đạt được các mục tiêu cơ bản của nó: trong khi chiến dịch "sấm rền" được đẩy mạnh, tình báo Mỹ dự đoán rằng, số quân xâm nhập vào miền Nam tăng từ khoảng 35.000 trong năm 1965 lên 90.000 trong năm 1967, trong khi đó, ý chí của Hà Nội tiếp tục cuộc chiến đấu rất vững chắc"
Từ tháng 5-1966 trở đi, bên cạnh việc gia tăng cường độ đánh phá toàn bộ các mục tiêu quân sự, dân sự trên miền Bắc, Tổng thống Mỹ L. Johnson ra lệnh ném bom hệ thống kho nhiên liệu, nhằm làm tê liệt hoạt động của miền Bắc, buộc người Việt Nam nao núng ý chí quyết tâm đánh Mỹ.

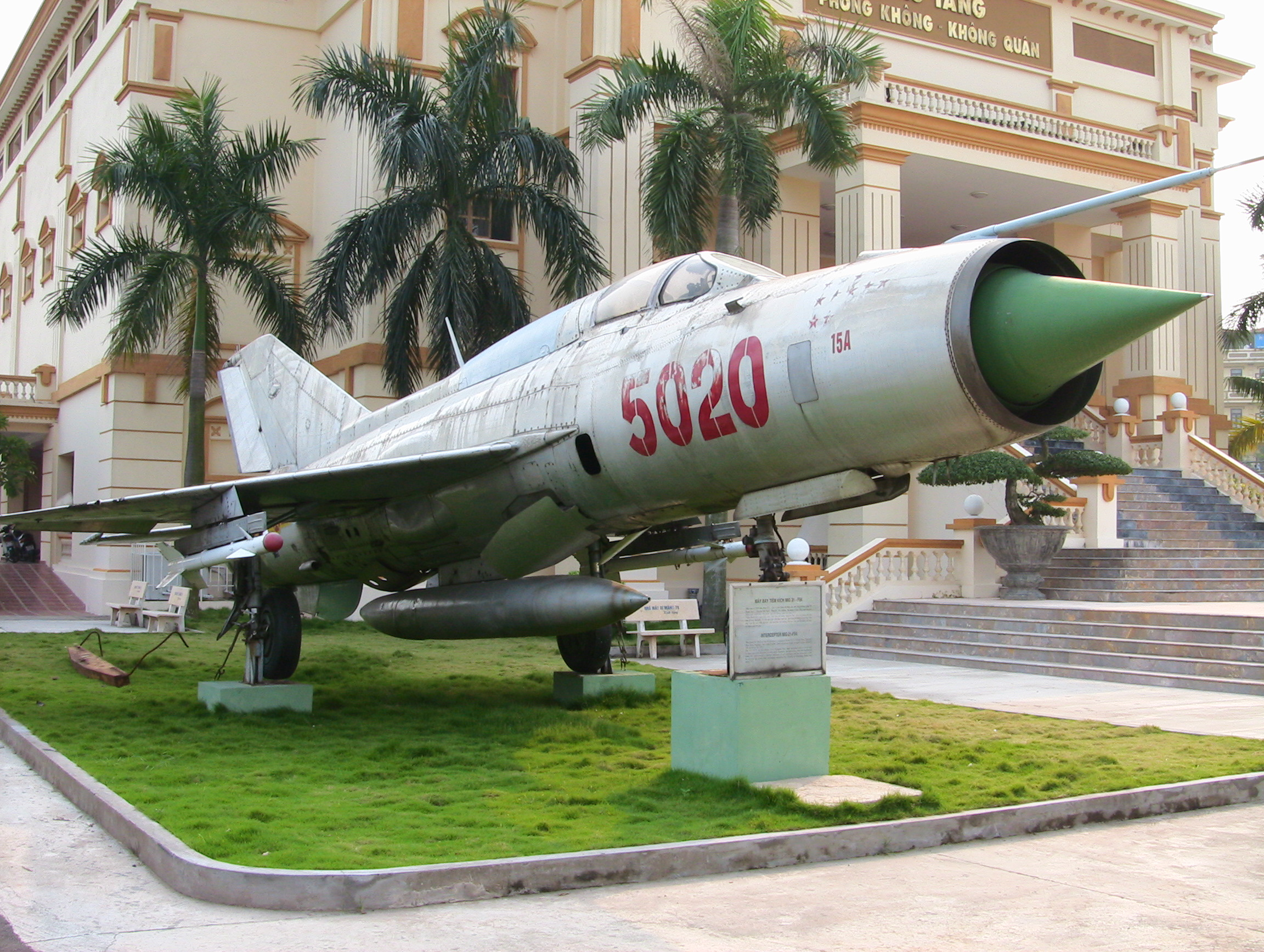
Chiếc MiG-21PFM số hiệu 5020 đã hạ được 12 máy bay Mỹ

Sau hơn một tháng ném bom hệ thống kho dầu, cơ quan tình báo quốc phòng Mỹ báo cáo là 70% khả năng xăng dầu của miền Bắc Việt Nam đã bị tiêu huỷ. Nhà cầm quyền Mỹ rất phấn khởi khi nhận được tin này. Song, mùa Hè đi qua, miền Bắc Việt Nam vẫn có đủ xăng dầu để bảo đảm mọi hoạt động bình thường và tăng cường chi viện cho miền Nam. Vì nhiên liệu nhập từ Liên Xô, Trung Quốc, quân và dân miền Bắc đã chứa vào các phuy và bể, phân tán khắp các vùng nông thôn và dọc hai bên đường số 1, trên các nẻo đường liên tỉnh hướng vào Nam. Đánh phá hệ thống kho nhiên liệu ở miền Bắc là bước leo thang quan trọng trong cuộc chiến tranh không quân của Mỹ, nhưng rõ ràng là "việc oanh tạc các kho dầu đã thất bại... Không có bằng chứng gì chứng tỏ Bắc Việt Nam đã có thời kỳ khốn đốn về dầu"
Bước sang năm 1967, năm có tầm quan trọng chiến lược, không quân Mỹ tập trung đánh vào sáu hệ thống mục tiêu trên miền Bắc: điện lực, công nghiệp, giao thông vận tải, kho dự trữ nhiên liệu, sân bay và các trận địa phòng không, các cơ sở quân sự. Tháng 2-1967, Tổng thống Mỹ Johnson chuẩn y đề nghị của Hội đồng Tham mưu trưởng liên quân Mỹ, cho phép mở rộng phạm vi đánh phá trong khu vực Hà Nội, Hải Phòng; tiến hành rải mìn trên các luồng sông, cửa biển; dùng hải quân khống chế gắt gao khu vực ven biển từ vĩ tuyến 17 đến vĩ tuyến 20.

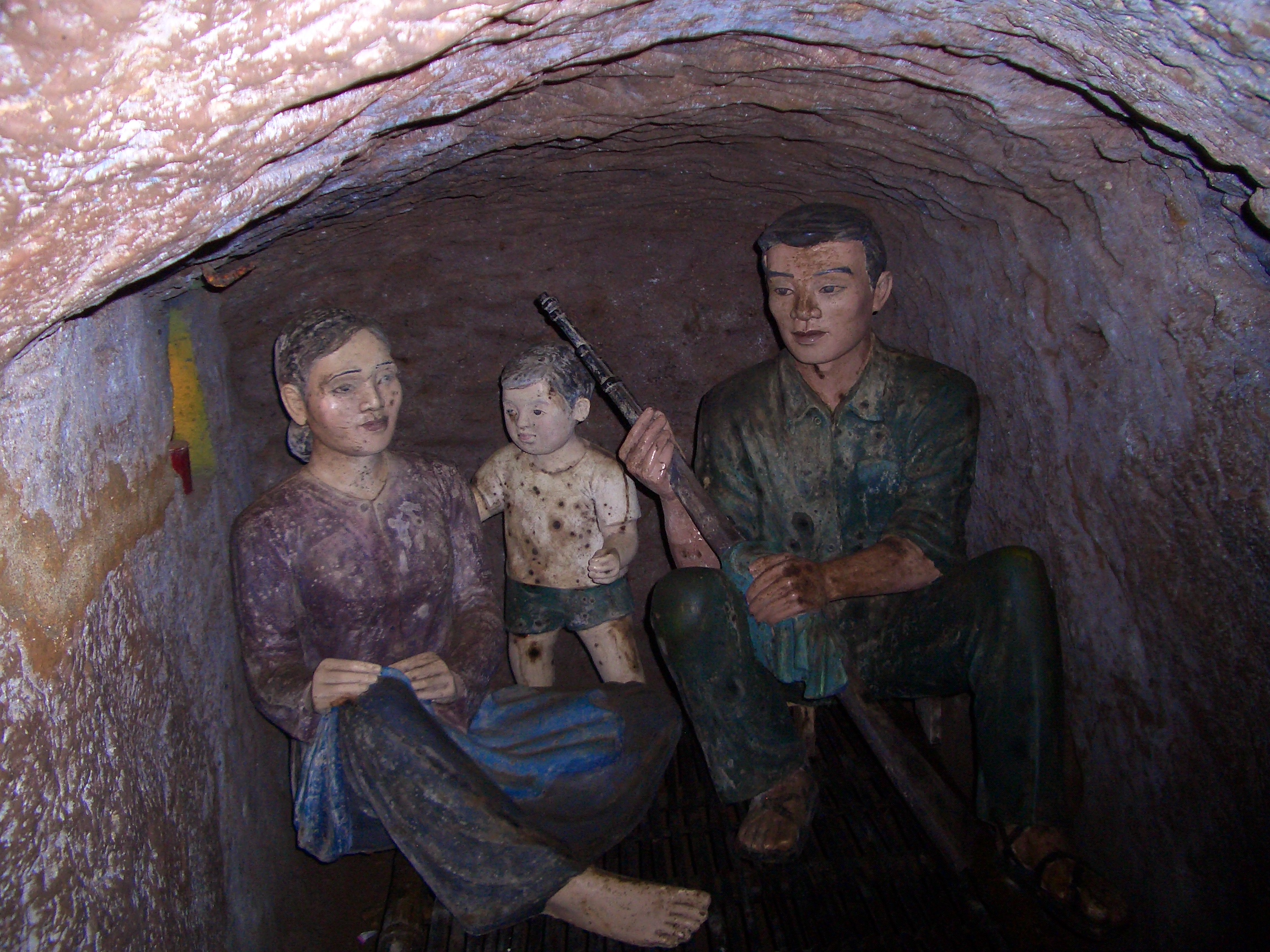
Một gia đình sống và chiến đấu trong Địa đạo Vịnh Mốc

Để tăng sức uy hiếp từ biển, trong năm 1967, Mỹ huy động tới tám chiếc tuần dương hạm và tàu khu trục chuyên bắn vào các mục tiêu trên bờ biển miền Bắc. Các cuộc bắn phá của hải quân Mỹ ngày càng ác liệt, nhất là khu vực từ nam sông Gianh trở vào. Có những thời kỳ cao điểm, mỗi ngày tàu Mỹ dội vào đất liền hàng nghìn quả đạn pháo. Ngoài ra, máy bay B-52 và pháo binh từ bờ nam sông Bến Hải đánh phá dữ dội khu vực Hồ Xá, Vĩnh Linh. Theo tính toán của một số tác giả Mỹ, đến cuối năm 1967, Mỹ đã ném xuống miền Bắc Việt Nam 1.630.000 tấn bom các loại, nhiều hơn khối lượng bom đạn mà Mỹ ném xuống chiến trường châu Âu trong cuộc Chiến tranh thế giới thứ hai, gấp hai lần số bom ném xuống Triều Tiên, gấp ba lần số bom ném xuống chiến trường Thái Bình Dương trong cuộc Chiến tranh thế giới thứ hai
Theo số liệu thống kê của Cục Tác chiến Bộ Tổng tham mưu Quân đội nhân dân Việt Nam cho biết, trong bốn năm chiến tranh phá hoại của không quân, hải quân Mỹ (1964-1968), 14.000 quân nhân và 60.000 dân thường miền Bắc đã bị bom đạn Mỹ giết hại. Tuy nhiên theo Mc Namara, "những thiệt hại vật chất-nhân mạng vẫn không làm nao núng quyết tâm chống Mỹ của người Việt Nam". Kết thúc năm 1967, thêm hàng chục lần chiếc tàu chiến Mỹ đã bị pháo bờ biển của lực lượng phòng thủ biển miền Bắc bắn cháy. Nhận xét về hiệu lực đánh trả của pháo binh, một tờ báo Mỹ viết: "Trong khi đánh nhau với pháo bờ biển miền Bắc Việt Nam, các tàu chiến Mỹ đã gặp phải sự chống trả ngày càng có hiệu lực. Các tàu khu trục và tuần dương phải chạy nhanh qua vùng nguy hiểm để bắn vào mục tiêu trên bờ".
Đến cuối năm 1967, miền Bắc đã bắn rơi 2.680 máy bay hiện đại, bắn chìm, bắn cháy nhiều tàu chiến của Mỹ. Chiến công đó góp phần quyết định vào thắng lợi của mặt trận bảo đảm giao thông, chi viện cho tiền tuyến lớn miền Nam.

## Kết quả
Kết quả sau hai mùa khô, trên toàn miền Nam, Mặt trận Dân tộc Giải phóng miền Nam Việt Nam đã loại khỏi vòng chiến đấu hơn 240.000 quân Mĩ và đồng minh, bắn rơi và phá hủy hơn 2.700 máy bay và trực thăng, phá hủy hơn 2.200 xe tăng và xe bọc thép, hơn 3.400 ô tô. Tại miền Bắc, hơn 1.000 máy bay các loại bị bắn rơi, hàng chục tàu chiến Mĩ bị bắn cháy.
Ở hầu khắp các vùng nông thôn, được sự hỗ trợ của lực lượng vũ trang Mặt trận Dân tộc Giải phóng miền Nam Việt Nam, quần chúng đã đứng lên đấu tranh chống lại quân lực Việt Nam Cộng hòa, phá từng mảnh "ấp chiến lược". Trong hầu khắp các thành thị, giai cấp công nhân, các tầng lớp nhân dân lao động khác, học sinh, sinh viên, Phật tử, binh sĩ Sài Gòn... đấu tranh đòi Mĩ rút về nước, đòi tự do dân chủ. Vùng giải phóng được mở rộng, uy tín của Mặt trận Dân tộc Giải phóng miền Nam Việt Nam được nâng cao trên trường quốc tế.

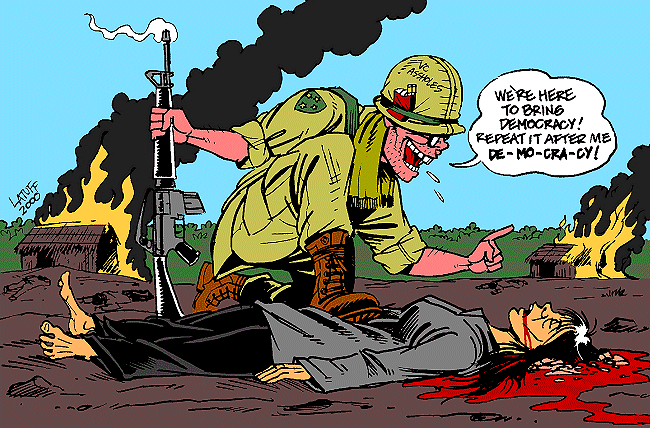
Tranh châm biếm cuộc chiến của Mỹ ở Việt Nam: "Chúng tôi đem tới Dân chủ"

Trong khi đó, nước Mỹ lâm vào cuộc khủng hoảng về chính trị và kinh tế, khủng hoảng về chiến lược quân sự và chính sách đối ngoại, không có cách gì khắc phục được. Trong nước, sự phân hoá giữa phái chủ chiến và chủ hoà, giữa các tầng lớp xã hội Mỹ với Chính phủ liên bang... ngày càng trở nên gay gắt. Đó thực sự là một áp lực chính trị ngày càng tăng đối với chính quyền và đối với cá nhân Tổng thống Mỹ Johnson.
Trên thế giới, việc gây ra cuộc chiến tranh xâm lược Việt Nam khiến Mỹ ngày càng bị phản đối, ngày càng có nhiều tiếng nói ủng hộ nhân dân Việt Nam. Ngày 15-11-1966, Toà án quốc tế Bertrand Russell xét xử "tội ác chiến tranh của đế quốc Mỹ ở Việt Nam" được thành lập theo sáng kiến của nhà bác học người Anh Bertrand Russell. Toà án họp chính thức lần thứ nhất từ ngày 02 đến ngày 13-5-1966 tại Stockholm (Thuỵ Điển) với hơn 300 đại biểu đến từ các nước và đông đảo phóng viên báo chí, vô tuyến truyền hình quốc tế, và kỳ họp thứ hai từ ngày 20-11 đến ngày 1-12-1967 tại Copenhagen (Đan Mạch). Với những bằng chứng thực tế và đầy sức thuyết phục, Toà án Bertrand Russell kết luận: "Chính phủ Mỹ đã phạm tội ác xâm lược chống nước Việt Nam, các Chính phủ Úc, New Zealand, Nam Triều Tiên là những nước đồng lõa đã phạm những tội ác man rợ trong cuộc chiến tranh xâm lược Việt Nam, vi phạm nghiêm trọng luật pháp quốc tế." Kết luận của Toà án Bertrand Russell có ý nghĩa về chính trị to lớn, có ảnh hưởng rộng rãi trong dư luận thế giới, nhất là dư luận ở nước Mỹ và các nước phương Tây.
Bộ trưởng Bộ Quốc phòng Mỹ Robert McNamara trước đây đã từng ủng hộ chính sách của Tổng thống Johnson đối với cuộc chiến tranh xâm lược Việt Nam thì nay cũng tỏ ra chán nản và nghi ngờ kết quả của chính sách leo thang của Mỹ ở Việt Nam. Tình hình miền Nam lúc đó như McNamara đánh giá là: "một bức tranh ảm đạm, đau đớn đến tột cùng. Nhưng khi đó, tôi không thấy cách gì tốt hơn" Theo đó, "Các chính sách và chương trình của Mỹ ở Đông Dương đã phát triển theo một hướng mà chúng ta (Mỹ) đã không lường trước được... và sự thiệt hại về người, chính trị, xã hội và kinh tế là không thể tưởng tượng được. Chúng ta (Mỹ) đã thất bại" 

Trung tướng Bernard Trainor, từng phục vụ ở Việt Nam hai lần, của cả hai loại hình Chiến tranh đặc biệt và Chiến tranh cục bộ, so sánh cuộc chiến ở Việt Nam với cuộc chiến tranh giành độc lập Hoa Kỳ: 
"Nhiều người nói rằng chúng ta phải ném bom để đưa miền Bắc về lại thời kỳ đồ đá. Ở mức độ nhất định, chúng ta đã đạt được hiệu quả này, nhưng họ vẫn tiếp tục chiến đấu. Có ném bom nữa cũng không ăn thua gì. Tôi thấy cuộc kháng chiến của Việt Nam có nét tương đồng với cuộc cách mạng của Mỹ. Cũng như các nhà cách mạng Mỹ thời đó, người Việt quyết chiến đến cùng. Những người dân Mỹ hồi đó đã đi tới một quyết định rằng độc lập là thiết yếu. Họ đặt cược tính mạng và của cải của mình vào sự nghiệp giành độc lập... Hy vọng ban đầu là thu phục trái tim khối óc của người dân, nhưng hy vọng này đã bị tan tành bởi thất bại của chính quyền Sài Gòn trong việc giành tín nhiệm của dân và chiến lược Tìm và diệt của Westmoreland. Về cơ bản đây là chiến lược tiêu hao sinh lực... Chỉ việc chất đống quân lực và vũ khí, rồi bóp vụn quân địch. Đây cũng là cách mà Westmoreland xúc tiến ở Việt Nam. Một cách làm võ biền. Có thể nói, Quân Giải phóng đã xoay triết lý chiến tranh tiêu hao chống lại chính Westmoreland. Chiến lược của người Việt là nhằm làm sao xói mòn sinh lực của quân Mỹ, cho tới khi công luận Mỹ xoay chuyển, chống lại chiến tranh. Chiến lược này đã thành công…".
Năm 1968, quân Giải phóng tung ra đợt tấn công quy mô nhất từ đầu chiến tranh - cuộc tổng tấn công và nổi dậy Tết Mậu Thân. Những kết quả của chiến dịch này đã đặt dấu chấm hết cho Chiến tranh cục bộ. Hoa Kỳ phải từ bỏ tham vọng giành chiến thắng và tìm cách rút khỏi chiến tranh bằng một chiến lược mới - Việt Nam hóa chiến tranh